# Grabeskirche
Koordinaten: 31° 46′ 43″ N, 35° 13′ 46″ O
Als Grabeskirche oder Kirche vom heiligen Grab wird die Kirche in der Altstadt Jerusalems bezeichnet, die an der überlieferten Stelle der Kreuzigung und des Grabes Jesu steht. Die Kirche zählt zu den größten Heiligtümern des Christentums und ist heute eine Simultankirche verschiedener Konfessionen.
Grabeskirche ist die in der Westkirche übliche Bezeichnung. In der Ostkirche bzw. von orthodoxen Christen wird das Gebäude Auferstehungskirche (griechisch Ναός της Αναστάσεως, von ἀνάστασις anastasis, „Auferstehung“) genannt. Die Kirche ist der Sitz des griechisch-orthodoxen Patriarchen von Jerusalem und des katholischen Erzpriesters der Basilika des heiligen Grabes. Das „Heilige Grab“ (Πανάγιος Τάφος, Sanctum Sepulcrum) im Innern der Kirche wurde verschiedentlich nachgebaut (siehe Nachbildungen des Heiligen Grabs).
Neben diesem Kirchengebäude tragen weitere Kirchen die Bezeichnung Grabeskirche. So ist St. Peter in Rom die Grabeskirche des Apostels Petrus. Mit dem Heiligen Grab ist jedoch stets die Grabeskirche Christi bezeichnet.
Es gibt weitere Orte, an denen das Grab Jesu vermutet bzw. verehrt wird, siehe eigener Abschnitt.

## Geschichte

### Vorbebauung

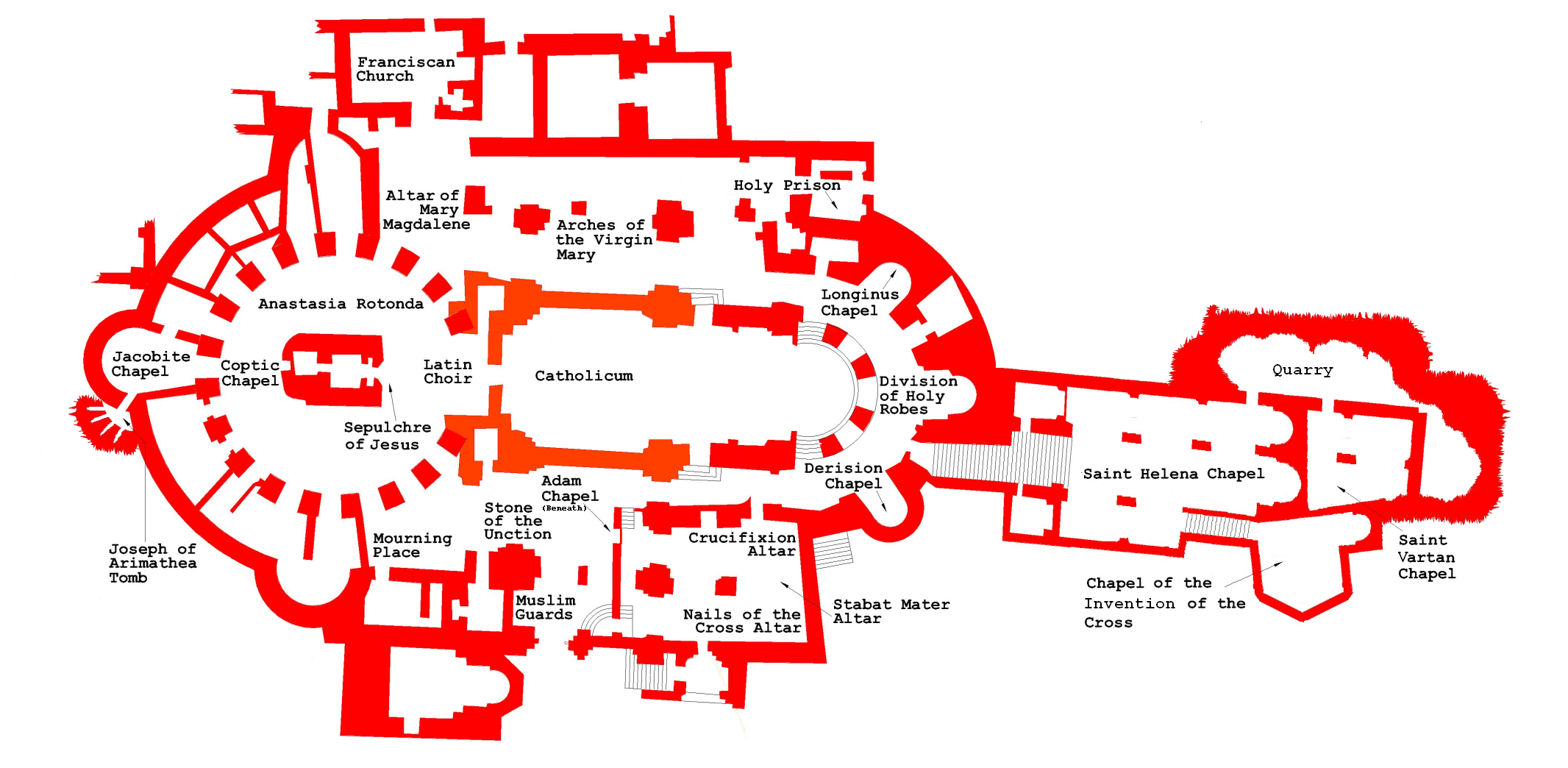
Heutiger Grundriss: Katholikon unter der kleinen Kuppel quadratisch, südlich der Rotunde der Glockenturm

Das Gelände eines aufgelassenen Steinbruchs, auf dem sich seit dem 4. Jahrhundert die Grabeskirche erhebt, wurde in hellenistischer und frührömischer Zeit als Gräberfeld genutzt und lag außerhalb der Stadt Jerusalem. Wann es in die Stadt einbezogen wurde, ist aus archäologischer Sicht nicht sicher zu entscheiden, da der genaue Verlauf der wohl unter dem Hohepriester Johannes Hyrkanos I. (Regierungszeit: 135–104 v. Chr.) angelegten Zweiten (Stadt-)Mauer nicht feststeht. Meist wird aber angenommen, dass das Areal erst durch die Dritte Mauer zur Zeit Herodes Agrippas I. (41–44 n. Chr.) in die Stadt einbezogen wurde und dadurch auch seine Funktion als Begräbnisort verlor. Daraus folgt, dass auf dem Gelände der Grabeskirche zur Zeit Jesu von Nazareth († 30 oder 31) Begräbnisse stattfanden. Solange der Verlauf der Zweiten Mauer nicht revidiert werden muss, spricht nichts dagegen, dass der Leichnam Jesu nach der Kreuzigung hier beigesetzt wurde. Um das bisherige Gräberfeld nach dem Bau der Dritten Mauer als Wohngebiet nutzen zu können, wurde es rituell gereinigt und danach wohl terrassenartig gestaltet, die Felsengräber dabei wohl eher aufgefüllt als abgetragen.
Im Jahr 70 n. Chr. wurde Jerusalem während des Jüdischen Krieges von der römischen Armee unter Titus belagert, eingenommen und völlig zerstört. Im Bereich der späteren Grabeskirche werden die Angriffsdämme der 10. und 15. Legion vermutet. Es gab dann einige Jahrzehnte ein Legionslager mit kleiner Zivilsiedlung auf dem Stadtgelände. Eine Neugründung unter dem Namen Colonia Aelia Capitolina erfolgte unter Kaiser Hadrian ab 132 n. Chr., ein Auslöser für den Bar-Kochba-Aufstand. Gegenüber dem 70 n. Chr. zerstörten jüdischen Jerusalem ist die pagane Stadt Aelia in nordwestliche Richtung verschoben. Das Areal der Grabeskirche lag nun im Zentrum dieser römischen Neugründung. Westlich des Cardo, an der höchsten Stelle, ließ Hadrian eine Kultstätte für Aphrodite und einen Tempel der kapitolinischen Trias errichten. Erhalten sind vom Temenos Hadrians Substrukturen im Bereich der armenischen Vartan-Kapelle in der Grabeskirche. Die Wahl des Ortes ist nach Klaus Bieberstein keine christenfeindliche Maßnahme Hadrians, der damit eine Verehrung des Grabes Jesu durch den Bau eines darüberliegenden Tempels hätte unterbinden wollen (und somit kein Beleg für eine christliche Lokaltradition des frühen 2. Jahrhunderts), sondern analog zur Stadtanlage von Gerasa rein städtebaulich erklärbar.

### Konstantinische Anastasis

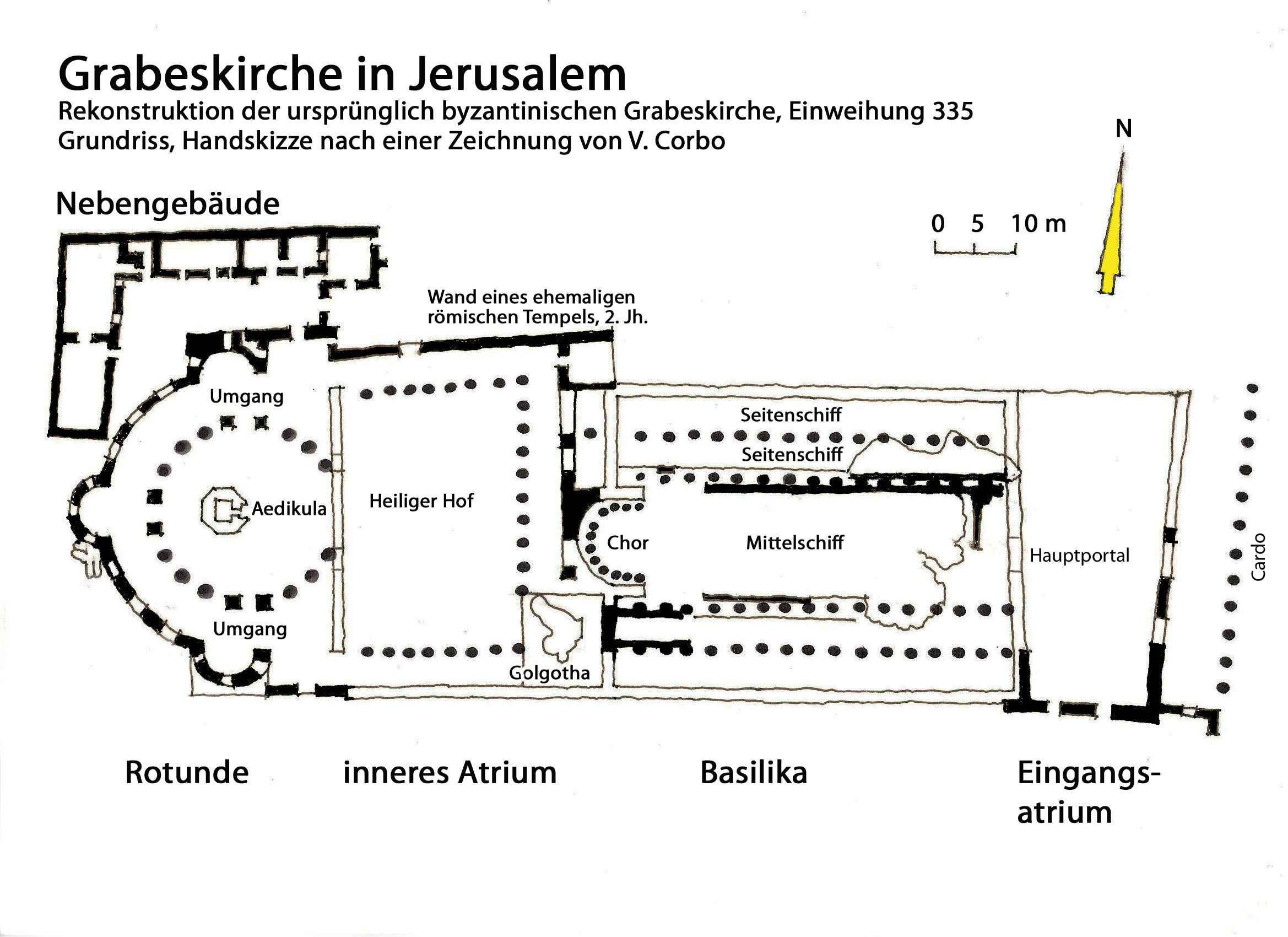
Grundriss der spätantiken Grabeskirche mit Basilika anstelle der heute östl. anschließenden Helena-Kapelle

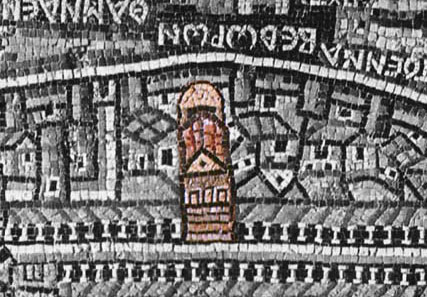
Grabeskirche auf der Mosaikkarte von Madaba

Die großen Bauprojekte Kaiser Konstantins in Jerusalem und Umgebung werden von Klaus Bieberstein als architektonische Umsetzung der Beschlüsse des Konzils von Nicaea (325) charakterisiert:

„Wenn Konstantin nur wenige Monate nach dem Konzil den Auftrag gab, in Betlehem eine Basilika zum Gedenken der Menschwerdung, in Jerusalem eine Doppelkirche zum Gedenken des Leidens und der Auferstehung und am Ölberg eine Basilika zum Gedenken der Himmelfahrt zu errichten, so entsprach der Bau dieser drei Kirchenanlagen geradezu wörtlich den Stationen des Glaubensbekenntnisses von Nicaea […] und es wird offensichtlich, wie ein theologisches Programm im kaiserlichen Bauauftrag seinen Niederschlag fand.“

Biebersteins Deutung der konstantinischen Grabeskirche wurde unter anderem von Jürgen Krüger, Max Küchler und Kai Trampedach übernommen und dadurch breit rezipiert. Aus kirchenhistorischer Sicht wendet Uta Heil ein, dass die Bauten nicht gleichzeitig, sondern nacheinander begonnen wurden, die Grabeskirche zuerst, und ein gemeinsames, vorab feststehendes Bauprogramm daher unwahrscheinlich sei. Keine zeitgenössische Quelle stellt eine Verbindung zwischen Nicaea und den Kirchenbauten her, dies sei vielmehr eine sekundäre Assoziation aufgrund von Passagen des Glaubensbekenntnisses, die in Nicaea zwischen Arianern und Antiarianern gerade nicht kontrovers waren. Zwar knüpfte Konstantin an Lokaltraditionen an, aber seine Kirchenbauten waren innovativ und machten Jerusalem zum Ziel christlicher Pilgerströme, so Heil: „Konstantin ist der Finder (auch wenn er finden lässt) und Erfinder von heiligen Stätten als Orte der Epiphanie des Gottes der Christen.“

Im Bereich des hadrianischen Temenos befand sich ein Felssporn, der (heute) von Osten 12,75 m, von Westen 5 m über dem Felsgrund aufragt, dabei aber nur einen Durchmesser von 2 bis 3,5 m hat. Darauf könnte sich zu Zeiten Hadrians eine Kultstatue befunden haben. Mit diesem auffälligen Felsen hatte sich bereits in vorkonstantinischer Zeit die Erinnerung an die Kreuzigung Jesu verbunden. Eusebius von Caesarea erwähnt den Felsen in seinem Onomastikon der biblischen Ortsnamen: „Golgota, Ort des Schädels, hier wurde Christus gekreuzigt. Das wird auch gezeigt in Aelia nördlich vom Berg Zion.“ Die Ortstradition von Golgota wurde, so Uta Heil, von Konstantin aufgegriffen. Er hatte die sakralrechtliche Kompetenz, einen Eingriff in den Temenos anzuordnen, was mit einem Entsühnungsritus verbunden war. „Ob man zu Baubeginn schon die Erwartung hatte, auf das Grab zu stoßen wegen des Golgotafelsens, eventuell an Traditionen anknüpfend, oder ob man diesen Fund überraschend machte, wie es Euseb überschwänglich beschreibt …, wird man nicht mehr beantworten können.“

„Als sich aber statt des beseitigten Fußbodens ein anderer in der Tiefe der Erde zeigte, da zeigte sich auch gegen aller Erwarten das hehre und hochheilige Denkmal der Auferstehung des Heilandes, und der heiligsten Höhle sollte da ein ähnliches Wiederaufleben beschieden sein wie dem Erlöser selber: nachdem sie lange Zeit im Dunkel verborgen gewesen war, kam sie wiederum ans Licht und gab denen, die sie zu sehen herbeigekommen waren, deutliche Kunde von den daselbst geschehenen Wundern; denn sie bezeugte die Auferstehung des Erlösers durch Tatsachen, die lauter sprachen als jeder Mund.“

Der Bau der Basilika wurde bald nach 326 von Kaiser Konstantin in Auftrag gegeben, trat an die Stelle des römischen Heiligtums und wurde am 13. September 335 geweiht. Die Anlage, die den Ort des Grabes und den nahebei liegenden Golgota-Felsen einbezog, bestand aus einer Rotunde um die zentrale Verehrungsstätte des durch eine Ädikula ausgezeichneten Heiligen Grabes im Westen (teilweise erhalten), einem Eingangsportikus und einer großen Basilika im Osten (nicht erhalten). Der innere, zumindest teilweise nach oben hin offene Raumzylinder der Rotunde wurde im Westen durch einen niedrigeren Umgang auf halbrundem Grundriss mit drei Apsiden und im Osten durch eine aufgeweitete Raumsituation ergänzt, die zum Eingangsportikus überleitete. Innerer Zylinder und Anräume waren durch eine Stützenstellung geschieden, die sich aus vier Pfeilern in den Haupthimmelsrichtungen und je drei monumentalen Säulen auf rechteckigen Postamenten dazwischen zusammensetzte. Die Säulenstellung lässt auf eine konstantinische Stützenfolge von vermutlich 11 Meter Höhe schließen, die im Originalzustand durch ein waagerechtes Gebälk abgeschlossen wurde.
Die Heilig-Grab-Ädikula im Zentrum der Rotunde stellte Konstantins Architekten eine besondere Aufgabe: ein Felsengrab, also einen Innenraum, für die Betrachtung von außen umzugestalten. Die Grabhöhle wurde durch Abarbeiten des umgebenden Felsens als Grabhaus freigestellt und durch einen angebauten Vorraum architektonisch gefasst.
Der Golgota-Felsen, heutzutage innerhalb der Grabeskirche, lag unter freiem Himmel zwischen den beiden Gebäuden Rotunde und Basilika. Die Beschreibung, die Eusebius von der konstantinischen Grabeskirche gibt, wird durch die Darstellung auf der Madaba-Karte (6. Jahrhundert, Foto) ergänzt. Man sieht von oben nach unten: die Anastasis-Rotunde (gelbe Mosaiksteine: Vergoldung), darunter das Atrium (braun), die Basilika mit Dach und Giebel, davor Atrium und Propyläen. Es handelt sich um eine für die konstantinische Kirchenarchitektur kennzeichnende Hintereinanderordnung von umfangenden und überfangenden Räumen. Vom Cardo aus durchschritt der Besucher die Anlage zur Grabesädikula.
Die Kirche wurde im Jahre 614 bei der Eroberung Jerusalems durch den persischen Sassanidenherrscher Chosrau II. durch Feuer beschädigt, wie der Chronist Eutychios von Alexandria im 10. Jahrhundert schrieb. Der General Schahrbaraz brachte das Heilige Kreuz nach Ktesiphon. Der Wiederaufbau wurde von Christen am persischen Hof umgehend veranlasst; weder das Ausmaß der Beschädigung noch die Restaurierung lässt sich archäologisch belegen. 630 zog Kaiser Herakleios triumphierend in Jerusalem ein und brachte das Kreuz in die wiedererrichtete Grabeskirche zurück.

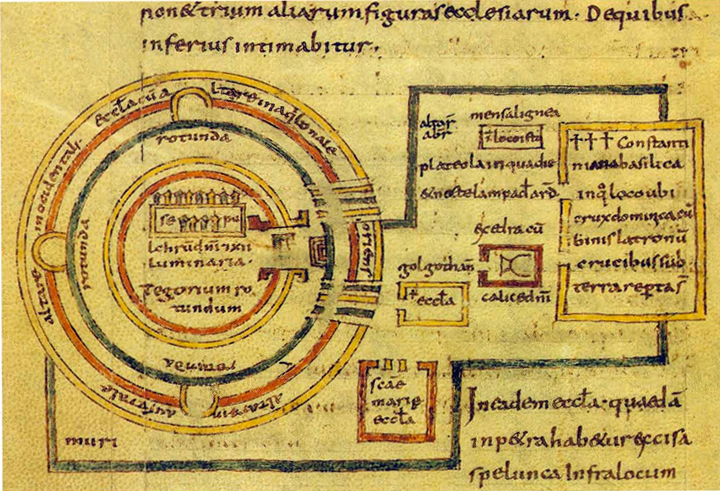
Arkulfs Plan der Grabeskirche

639 wurde Jerusalem von Muslimen erobert, die Grabeskirche blieb offenbar unbeschädigt. Arkulf beschrieb im ausgehenden 7. Jahrhundert eine prächtige Kirche und fertigte einen Lageplan an, der allerdings von den Kopisten entstellt wurde. Die Version des Codex Vindobonensis 458 (9. Jahrhundert, Foto) zeigt links die Anastasis-Rotunde mit der Heilig-Grab-Ädikula im Zentrum, rechts das Atrium mit Golgota-Kirche und Basilika. Die Golgota-Kirche beschrieb Arkulf als zweistöckig, mit der Adamskapelle im Erdgeschoss, ähnlich dem heutigen Zustand. Die frühen islamischen Herrscher beschützten die christlichen Stätten in Jerusalem, verboten ihre Zerstörung und ihre Verwendung zu Wohnzwecken. So blieb der Bau weiterhin eine christliche Kirche. Bernhard der Mönch beschrieb um 870 erstmals das Ritual des Heiligen Feuers, das bis heute in der Osternacht in der Anastasis stattfindet. Im 10. Jahrhundert verschlechterten sich die Beziehungen zwischen Christen und Muslimen in Jerusalem, und Eutychios schrieb, dass zu seiner Zeit in der Grabeskirche eine Moschee eingerichtet wurde. 965 verschanzte sich der Patriarch Johannes VII. in der Anastasis; die Männer des Gouverneurs setzten sie in Brand, und die Kuppel stürzte ein. Der Patriarch, der sich in eine Zisterne geflüchtet hatte, wurde dort entdeckt und erschlagen.
Für den Befehl zur Zerstörung der Grabeskirche bzw. für das Datum zur Zerstörung der Grabeskirche gibt es unterschiedliche Daten in verschiedenen Quellen. Der als zuverlässigster Chronist eingeschätzte Yahya von Antiochia gibt als Datum den 28. September 1009 an (umgerechnet in den heutigen Gregorianischen Kalender). Dagegen nennt z. B. Elias von Nisibis den Beginn des Jahres 400 H. (Hidschra), der 25. Ab (August) des Jahres 1320 seleukidischer Zeitrechnung, also den 31. August 1009 (umgerechnet), als Tag des Zerstörungsbefehls vom Fatimiden-Kalifen al-Hakim.
Insbesondere wurde dabei das zu dieser Zeit noch weitgehend intakte Felsengrab abgebrochen, sodass heute vom eigentlichen Grab nur Bruchstücke erhalten sind. Dies hängt mit Al-Ḥākim zusammen, der von 1000 bis 1021 in Kairo regierte. Er vollzog eine radikale Wendung in der Politik der herrschenden Fatimiden-Dynastie, die der ismailitischen Richtung der Schiiten angehörte und sich verhältnismäßig tolerant sowohl gegenüber den Sunniten als auch den nicht-islamischen Religionen gezeigt hatte. Al-Ḥākim hingegen wollte den Untertanen seine neue Interpretation von Islam mit allen Mitteln aufzwingen. Die Christen und Juden wurden am härtesten von seiner radikalen Einstellung getroffen. Der Sultan verschärfte das Dhimmi-System, das im islamischen Recht den Status der Nichtmuslime regelte, die auch nach früherer Regelung unter anderem eine Kopfsteuer bezahlen mussten und einer Reihe von Diskriminierungen unterworfen waren.
Die Zerstörung des Heiligen Grabes bildete den Höhepunkt dieser religiösen Intoleranz. Das Ereignis löste solches Entsetzen aus, dass der Nachhall schnell das Abendland erreichte und auch dort eine ungeahnte Welle der Empörung auslöste. Kaiser Konstantin IX. Monomachos förderte den Wiederaufbau (1048): Die fast vollständig erhaltenen Außenmauern der Rotunde und Teile der Stützenstellung konnten wiederverwendet werden. Es gilt als wahrscheinlich, dass erst damals das heutige Emporengeschoss über dem Erdgeschossumgang eingerichtet wurde, indem man die konstantinischen Säulenschäfte quer halbierte und zusammen mit den ebenfalls gekürzten Pfeilern in den Haupthimmelsrichtungen für eine nun erheblich gedrungenere Stützenreihe verwendete, die zudem als Arkatur (Bogenstellung) ausgebildet wurde. Auf jeden Fall war ab dem 11. Jahrhundert der heute bestimmende charakteristische Aufbau aus verhältnismäßig hohen Postamenten, die teilweise nach den konstantinischen Mustern nachgearbeitet waren, gedrungenen Säulen mit einer Art korinthischen Kapitellen und darüber Rundbogenarkaden, die keinerlei Profile besaßen, sondern wie aus der dicken Mauer ausgestanzt wirken, zu erleben. Im Osten war der ursprüngliche Rhythmus von Pfeilern und Säulen aufgebrochen zugunsten einer geweiteten Öffnung zu einer neu erbauten Apsis. Der östliche Teil der Basilika, das Atrium und die Propyläen wurden nicht wieder aufgebaut.

### Grabeskirche und Kloster der Kreuzfahrer

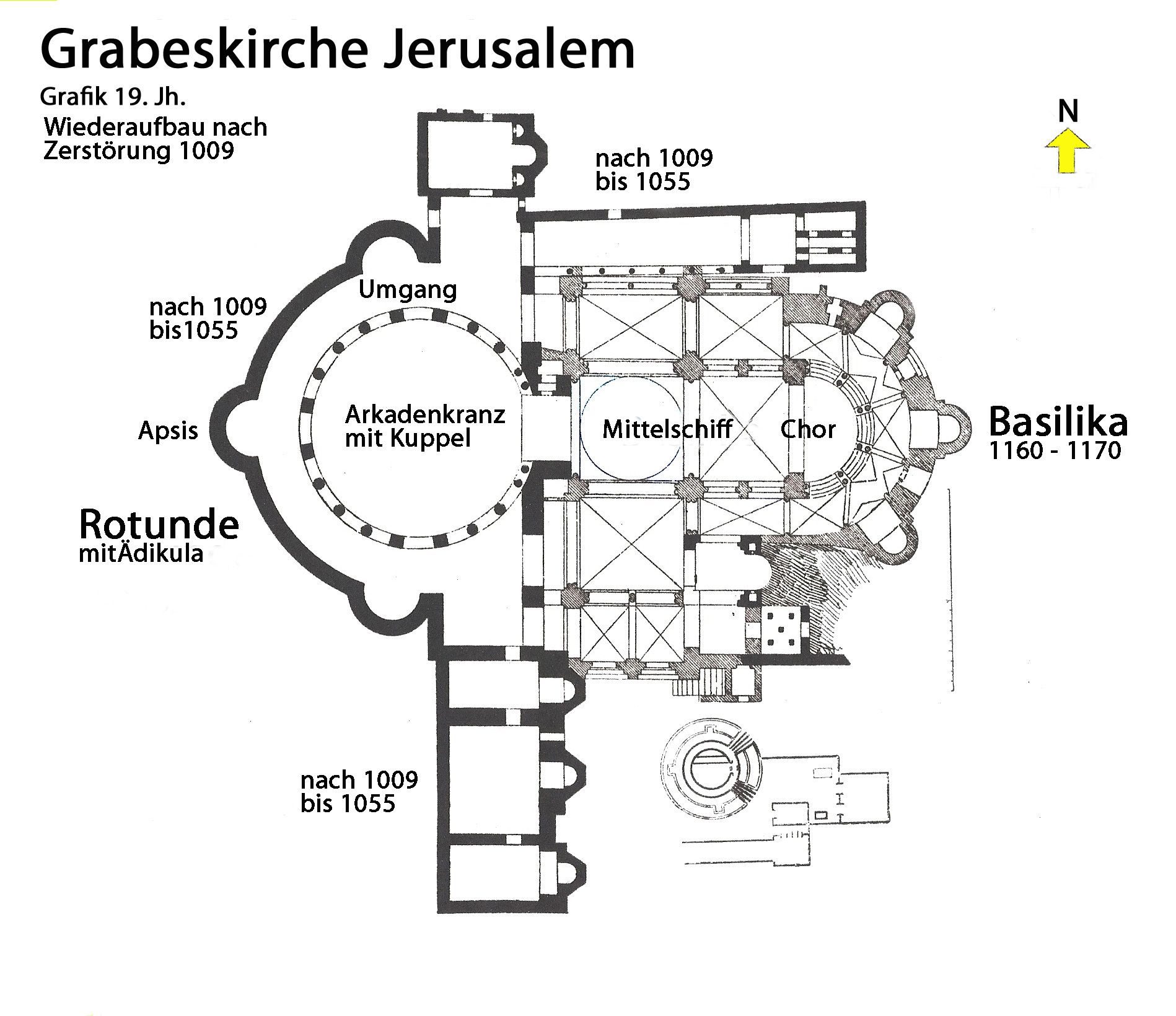
Die Grabeskirche im 11. und 12. Jh.

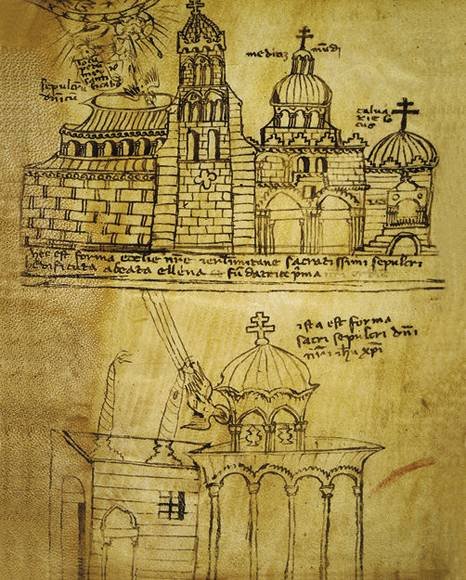
Grabeskirche 1149

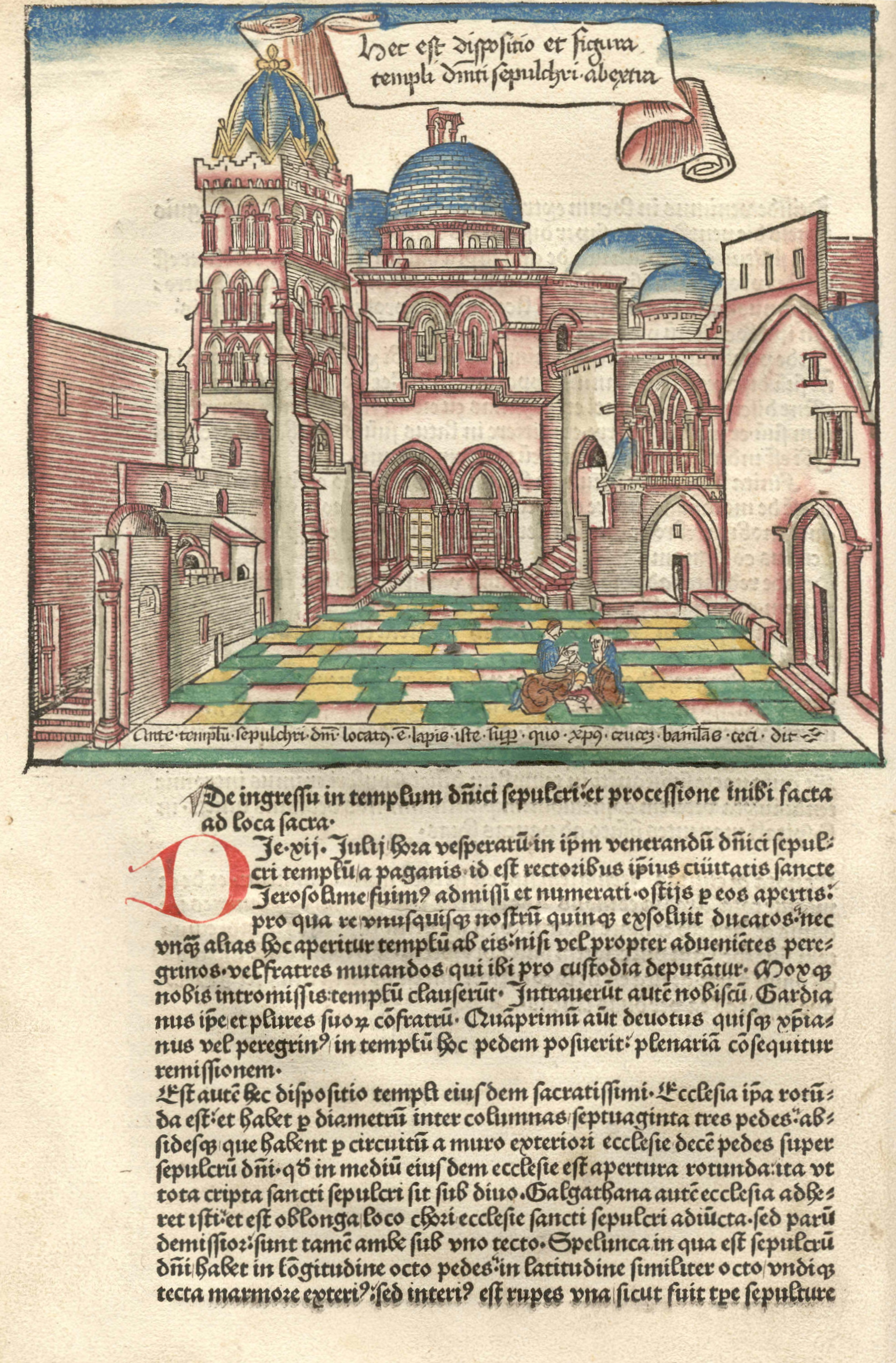
Seite aus dem Reisebuch des Bernhard von Breydenbach: Sanctae peregrinationes, illustriert und gedruckt in Mainz von Erhard Reuwich, 11. Februar 1486

Als nach der Eroberung Jerusalems durch die Kreuzritter 1099 der Bereich östlich der Rotunde um 1160/1170 durch den Anbau der heute noch bestehenden Kirche umgestaltet wurde, war die Anastasis (Ἀνάστασις, griechisch für Auferstehung), der Rundbau über dem Grab Christi, selbst von keinen gravierenden Eingriffen betroffen. Die bedeutendste Baumaßnahme der Kreuzfahrer war, dass sie das offene Atrium in einen spätromanischen Kirchenraum umwandelten, was den heutigen Raumeindruck beim Betreten der Grabeskirche prägt. Die Adamskapelle am Golgotafelsen wurde als Grablege der lateinischen Könige umgestaltet. Die Helenakapelle verband die unterirdische Kapelle der Kreuzauffindung mit dem übrigen Kirchenraum. Darüber wurde das Kloster der Chorherren errichtet, so dass die Grabeskirche nicht mehr wie bisher von Osten betreten werden konnte. Stattdessen entstand der heutige Eingang auf der Südseite mit seiner repräsentativen Fassade. Aus einer von Ost nach West abschreitbaren Kirche wurde nun eine zentrierte Hauptkirche mit Zugängen zu den ober- und unterirdischen Memorialstätten. Der lateinische Patriarch Fulcherius weihte die Kirche am 15. Juli 1149.

### Ein christlicher Besitz in der muslimischen Stadt
Nach der muslimischen Rückeroberung Jerusalems war die Grabeskirche vom 13. bis ins 15. Jahrhundert das ganze Jahr über nur für die Kleriker der verschiedenen Konfessionen zugänglich; zu den Osterterminen strömten die Pilger herein. Das Gebäude verfiel, so stürzte bei einem Erdbeben 1546 der kreuzfahrerzeitliche Glockenturm auf das griechisch-orthodoxe Baptisterium. 1555 unternahmen die Franziskaner einen Neubau der Heilig-Grab-Ädikula.
Im 17. Jahrhundert versuchten die sechs christlichen Konfessionen, die in der Grabeskirche vertreten waren, ihren Anteil am heiligen Bereich auf Kosten der anderen Gruppen auszudehnen. Griechen, Lateiner (Franziskanische Kustodie) und Armenier waren dabei auf Kosten der Kopten, Georgier und Äthiopier erfolgreich. Georgier und Äthiopier als die beiden ärmsten Kirchen verloren ihre Ansprüche und mussten auf das Dach bzw. in benachbarte Gebäude ausweichen.
Der einsturzgefährdete Zustand der konischen, nach oben offenen hölzernen Dachkonstruktion machte im frühen 18. Jahrhundert einen Neubau erforderlich, den die franziskanische Kustodie 1720 fertigstellte. 1808 wurde ein Großteil der Grabeskirche, darunter die Heilig-Grab-Ädikula, durch einen Brand schwer beschädigt. Europa war mit den Napoleonischen Kriegen beschäftigt; die griechisch-orthodoxe Kirche führte die Renovierung durch, wobei auch die jetzige Grabkapelle im Stil des türkischen Rokoko neu errichtet wurde. Der Salbungsstein erhielt seinen heutigen Ort im Eingangsbereich, die Gräber der Kreuzfahrerkönige verschwanden.

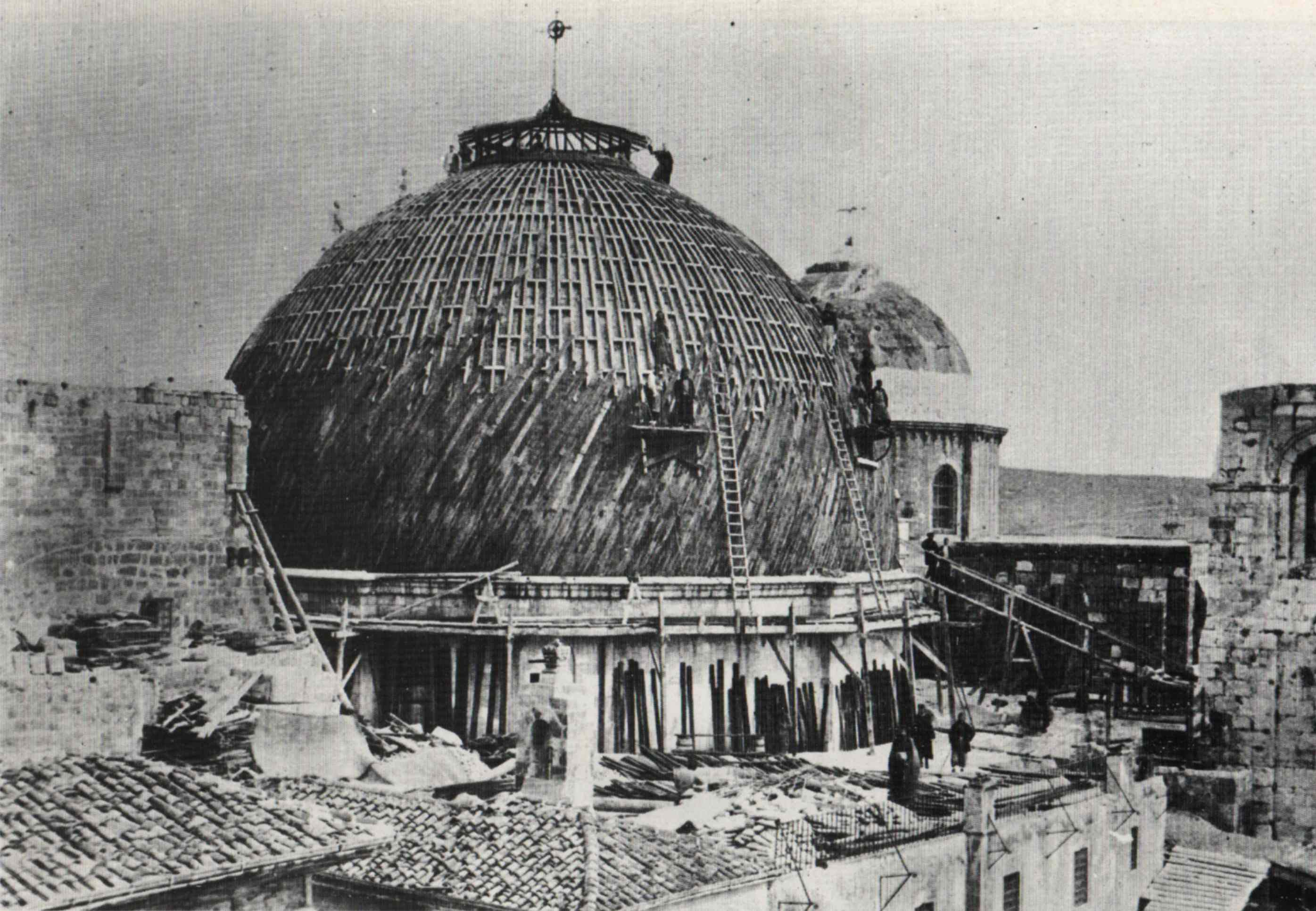
Kuppelrestaurierung 1868

1863 stand die nächste Renovierung des Daches an; die Holzkonstruktion wurde durch die heutige Metallkuppel ersetzt. Das schwere Erdbeben von 1927 machte den baufälligen Zustand der gesamten Grabeskirche offensichtlich. Die britischen Mandatsbehörden setzten Eisengitter und Holzstützen ein, um den Einsturz zu verhindern. 1949 wurde die Grabeskirche ein weiteres Mal durch einen Brand beschädigt. 1956 unter jordanischer Verwaltung stimmten die in der Grabeskirche vertretenen Konfessionen erstmals einer Gesamtrenovierung zu, die ab 1960 von Griechen, Lateinern und Armeniern begonnen wurde. Neben der statischen Sicherung stand die Entfernung der neuesten Umbauten im Vordergrund, so dass die Kreuzfahrerkirche und ihre Vorgängerbauten besser erkennbar wurden. Bei diesen Bauarbeiten fanden auch archäologische Untersuchungen statt.
Seit einer Renovierung 1555 wechselte die Kontrolle über die Kirche zwischen den Franziskanern und den Griechisch-Orthodoxen, je nachdem, welche Konfession für bestimmte Zeit einen Ferman von der Hohen Pforte erhalten konnte, oft durch offene Bestechung. 1767, als man genug von den begleitenden Streitereien und Unruhen hatte, erließ die Hohe Pforte einen Ferman, der die Kirche zwischen den Parteien aufteilte. Der letzte Ferman von 1852 (Status quo 1852) bestätigte das Arrangement und ließ es zu einer permanenten Regelung werden. Der Streit um die Schutzherrschaft über die Grabeskirche war 1853 vordergründig Auslöser des Krimkrieges um die Vorherrschaft im zerfallenden Osmanischen Reich, in dem sich Russland einerseits und das Osmanische Reich, Frankreich und Großbritannien andererseits gegenüberstanden.

## Status quo

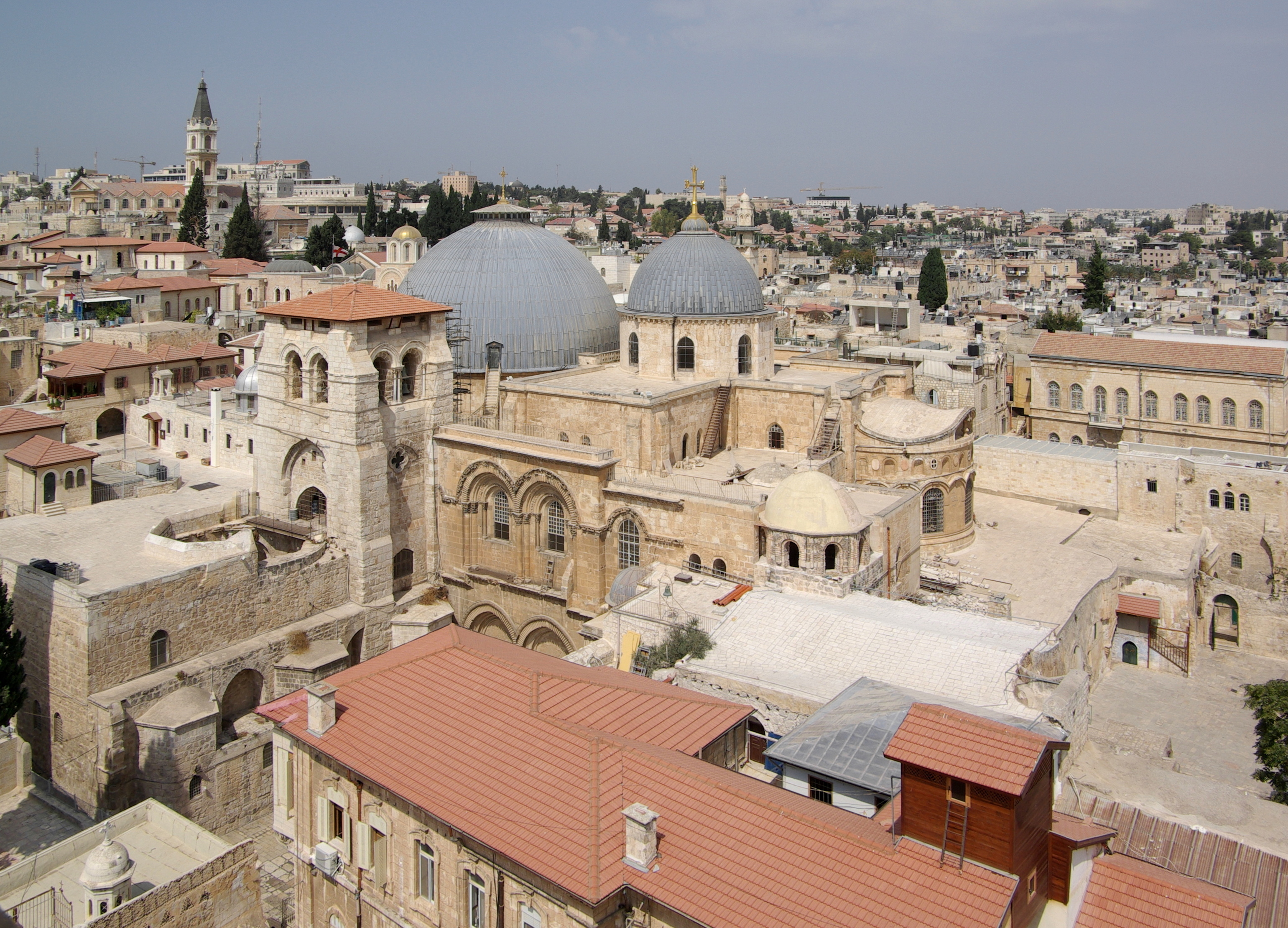
Außenansicht von Südosten: große graue Kuppel über dem Grab (Rotunde), kleine graue Kuppel über dem Katholikon

Heute ist die Grabeskirche in den Händen von sechs christlichen Konfessionen: Die Hauptverwaltung der Kirche haben die Griechisch-Orthodoxen, die römisch-katholische Kirche, vertreten durch den Franziskaner-Orden, und die Armenische Apostolische Kirche inne. Im 19. Jahrhundert kamen die Syrisch-Orthodoxe Kirche von Antiochien, die Kopten und die Äthiopisch-Orthodoxe Tewahedo-Kirche hinzu. Sie bekamen nur einige kleinere Schreine und Aufgaben zugeteilt; die Äthiopier leben als kleine Gruppe auf einem Dach der Kirche. Dieses Deir-al-Sultan-Kloster wird jedoch von den Kopten beansprucht und ist seit 2004 einsturzgefährdet. Der Streit verhindert eine Renovierung. Protestantische Kirchen sind in der Grabeskirche nicht vertreten.
Wegen der Streitigkeiten verwahrt die muslimische Familie Joudeh seit mehreren Jahrhunderten die Schlüssel der Kirche und die ebenfalls muslimische Familie Nusseibeh schließt die Haupttür morgens auf und abends wieder zu. Außerdem traten die Familienmitglieder oft als Schlichter auf. Die Joudehs und Nusseibehs werden mindestens seit der Zeit Saladins mit der Kirche in Verbindung gebracht.
Die israelischen Behörden beließen die festgesetzte Aufteilung (status quo), nachdem die Altstadt nach dem Sechstagekrieg 1967 unter ihre Verwaltung gekommen war. Die komplizierten Besitzverhältnisse erschweren bauliche Maßnahmen, da jede Veränderung eine Verletzung des Status quo verursachen könnte. So steht zum Beispiel eine längst nutzlos gewordene Holzleiter an der Fassade über dem Hauptportal. Sie diente im 19. Jahrhundert den Mönchen zum Einstieg in die Kirche, wenn die Tore behördlich geschlossen waren. Seit vielen Jahrzehnten laufen Bestrebungen, sie zu entfernen, doch ist nicht geregelt, wer dazu befugt wäre.
Nicht nur der Besitz in der Kirche ist genau geregelt, sondern auch, wer wann wo wie lange beten darf. So muss zum Beispiel das Grab für die tägliche Prozession der Franziskaner von den Orthodoxen frei gemacht werden. Besonders kritisch wird die Situation zu Ostern, wenn alle Kirchen das Hochfest der Auferstehung feiern. Da die Katholiken selten am Termin der Ostkirche feiern, kommt es dabei vor allem zum Konflikt unter den Orthodoxen. So kommt es gelegentlich zu Handgreiflichkeiten zwischen Mönchen wegen der nicht eingehaltenen Gebetsordnung. Auch während der Sperrzeiten in der Nacht bleiben Mönche aller Konfessionen in der Kirche. In der Kirche gelten wegen der unumstößlichen Zeiteinteilung auch keine Sommerzeitregelungen. Im Sommer ist daher eine entsprechende Zeitverschiebung zu berücksichtigen.

## Äußeres der Kirche
Die Grabeskirche ist von allen Seiten umbaut, mit Ausnahme des Vorplatzes auf der Südseite. Hier befindet sich der einzige öffentliche Zugang zur Kirche. Man blickt auf eine spätromanisch-frühgotische, doppelgeschossige Fassade. Der im 12. Jahrhundert erstmals erwähnte Glockenturm gehört nicht zum ursprünglichen Baukonzept der Kreuzfahrerkirche. Im Osten ist die (seit 1187 verschlossene) sogenannte Kapelle der Franken der Kirchenfassade vorgelagert, durch die man von außen in die obere Golgotakapelle gelangen konnte. Das Doppelportal zeigt gebrochene, von einem Rankenfries umzogene Spitzbögen. Die gebündelten Säulen tragen Pflanzenkapitelle. Dieser Architekturschmuck wiederholt sich im oberen Stockwerk als Rahmen für zwei spitzbogige Fenster.
Die beiden Marmorplatten mit den frühgotischen Türsturzreliefs wurden 1929 aus konservatorischen Gründen abgenommen und befinden sich seitdem im Rockefeller-Museum. Sie zählen zu den bekanntesten Steinmetzarbeiten des Lateinischen Königreichs. Der rechte Türsturz gilt als hochwertiger und wird verglichen mit Arbeiten aus der Gegend von Toulouse, der linke dagegen, mitunter als mittelmäßig kritisiert, als Produkt einer provençalischen Werkstatt.
- Der rechte Türsturz zeigt Rankenwerk mit Figuren von Menschen, Tieren und mythologischen Wesen. Diese Motivwahl kann mit der Nähe der Adamskapelle interpretiert werden: eine Warnung an die Eintretenden, sich der Bedrohung durch Laster und Bosheit stets bewusst zu sein.[34]
- Auf dem linken Türsturz sind Szenen der Passionsgeschichte zu sehen: Auferweckung des Lazarus, Salbung in Betanien, Einzug Jesu in Jerusalem und das letzte Abendmahl. Das Foto von Auguste Saltzmann (1854) zeigt diesen Türsturz noch in situ. Während das Relief insgesamt der byzantinischen Kunst verpflichtet ist, folgt die Abendmahlsszene ganz den westlichen Konventionen bei der Darstellung dieses Themas.[35]

Seit 1995 ist geplant, Kopien der Türsturzreliefs am Doppelportal der Kirche anzubringen, doch scheitert dies bislang am fehlenden Konsens der Konfessionen, der aufgrund des Status quo für eine solche Maßnahme erforderlich ist.

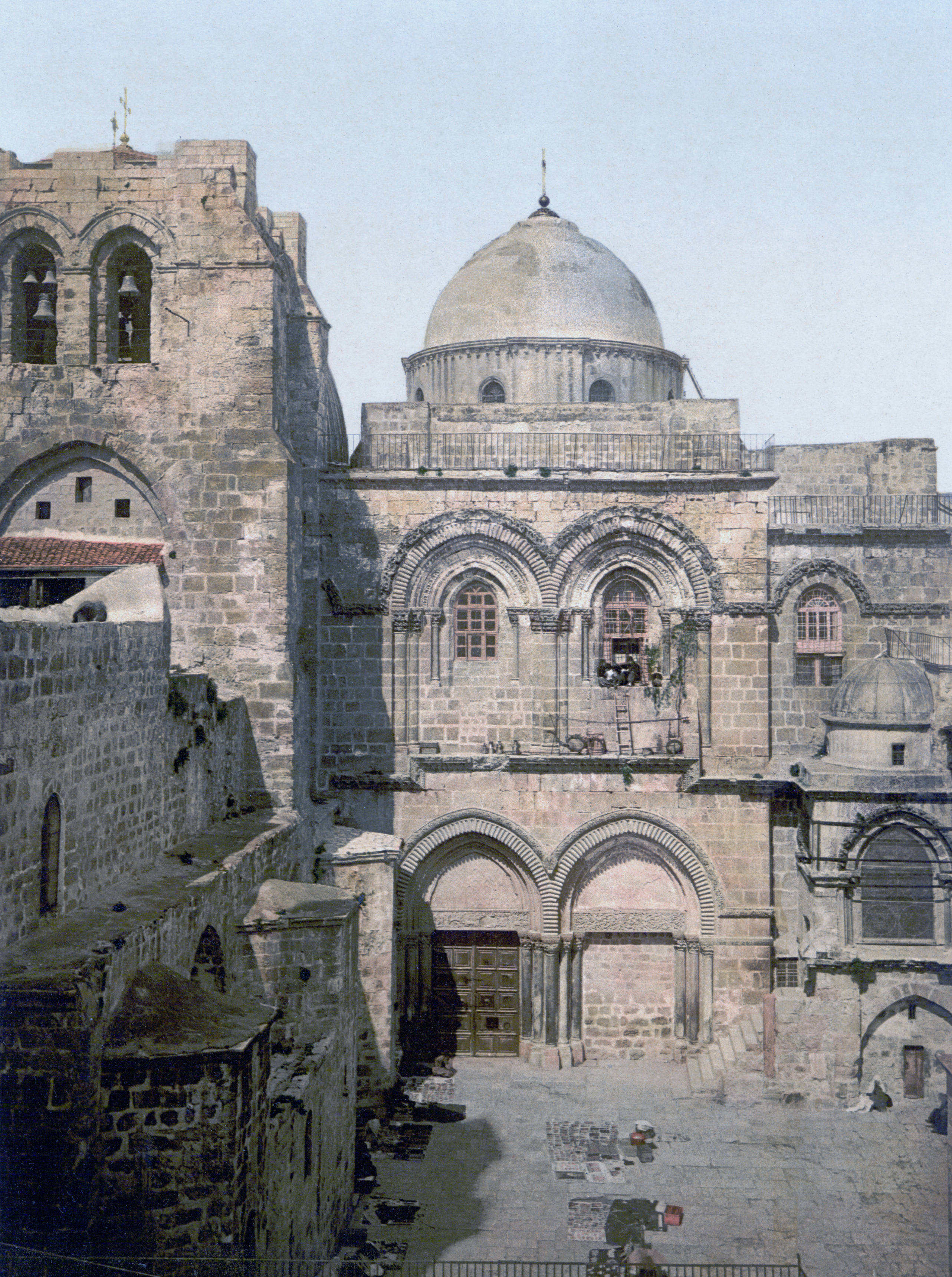
Südfassade (um 1900)
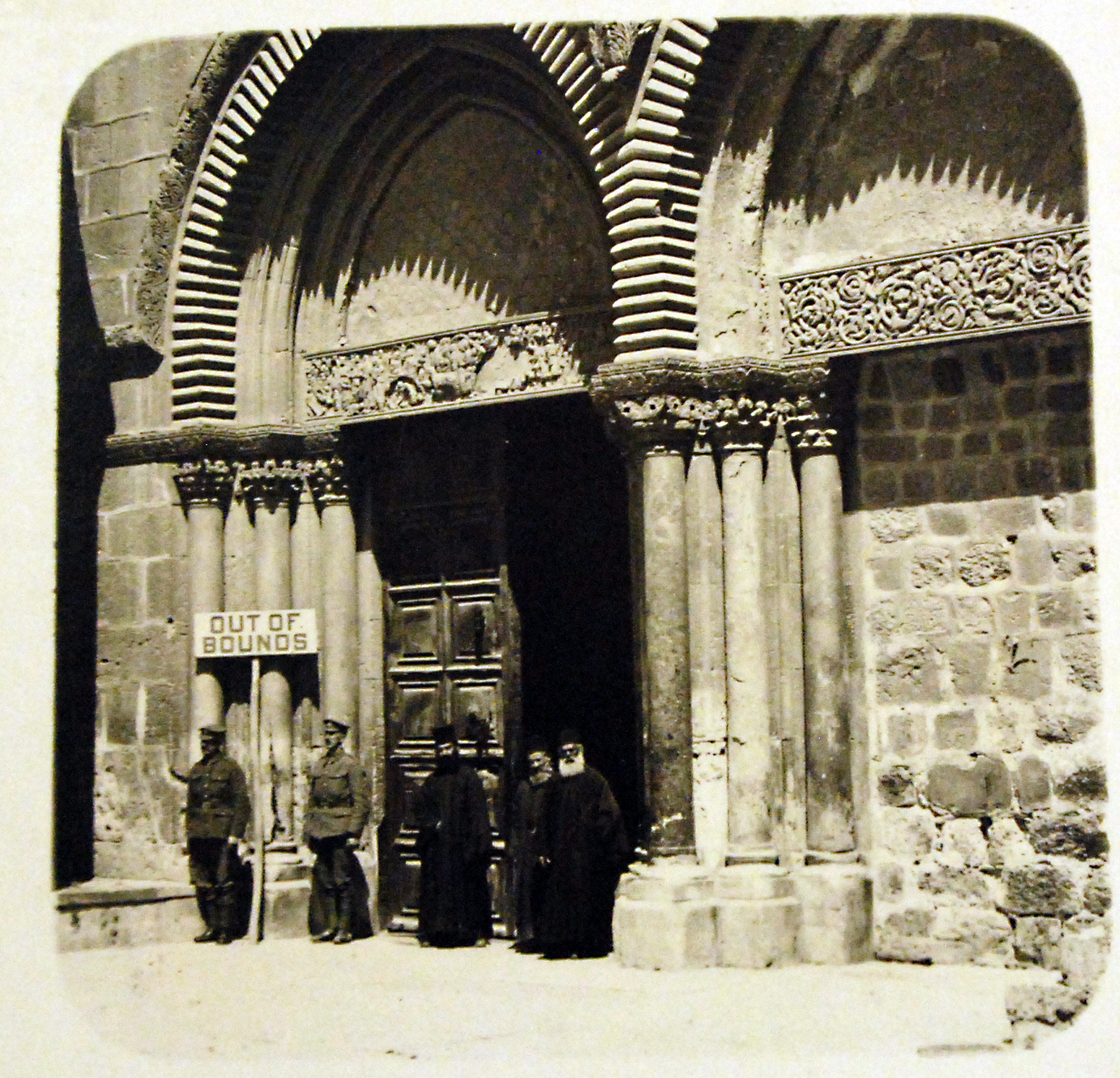
Doppelportal (1917)
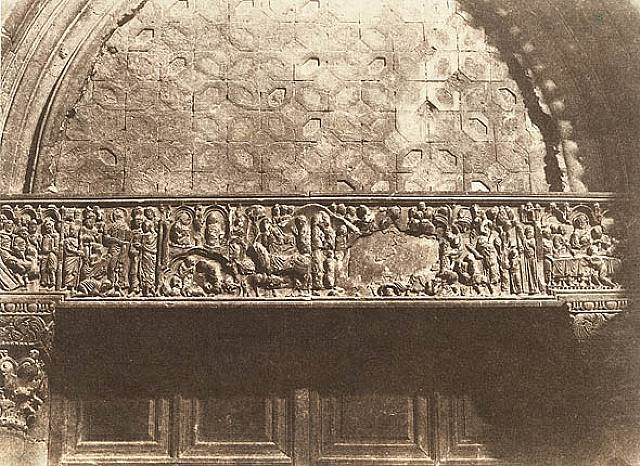
Linker Türsturz (1854)
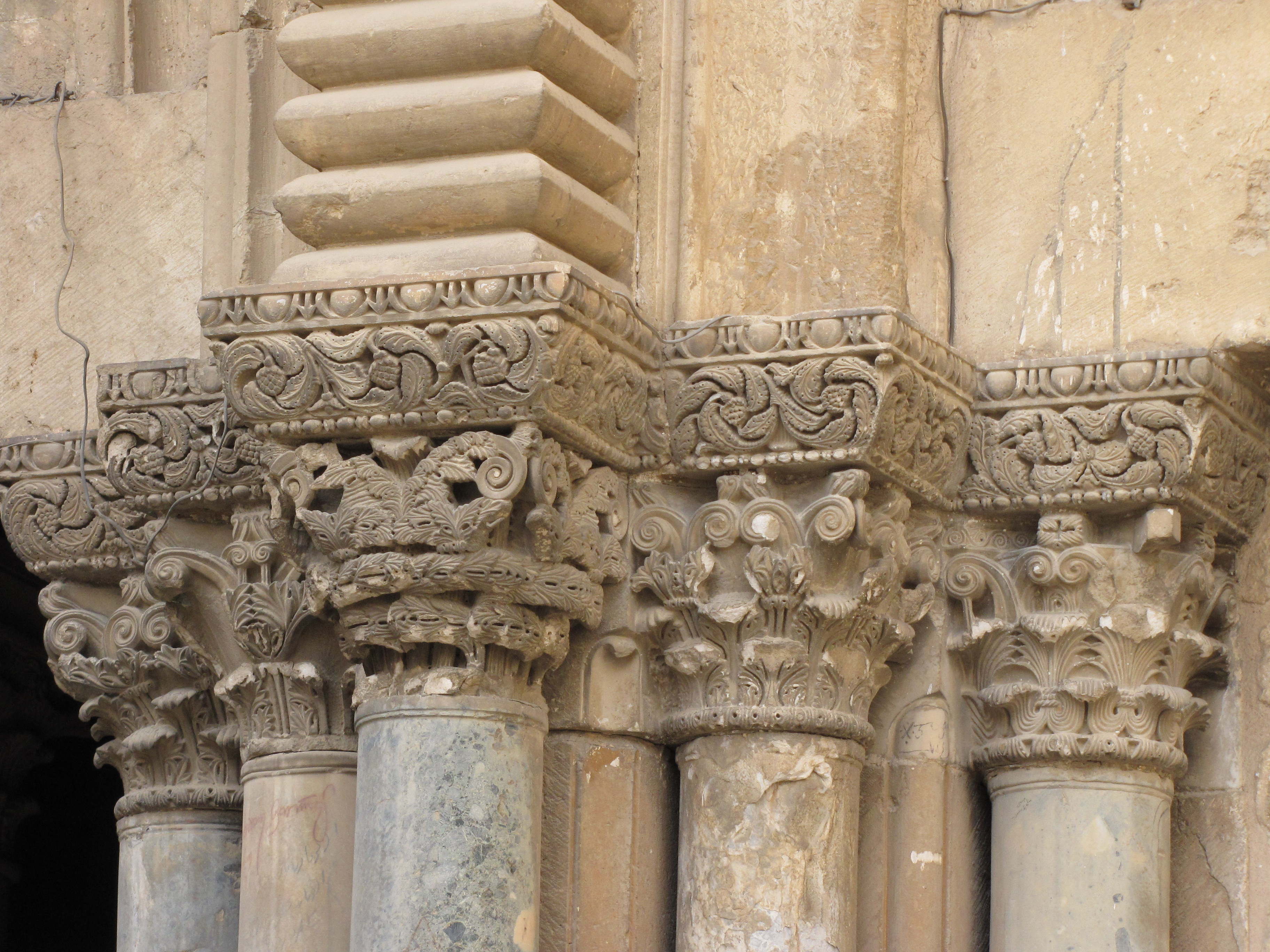
Kapitelle
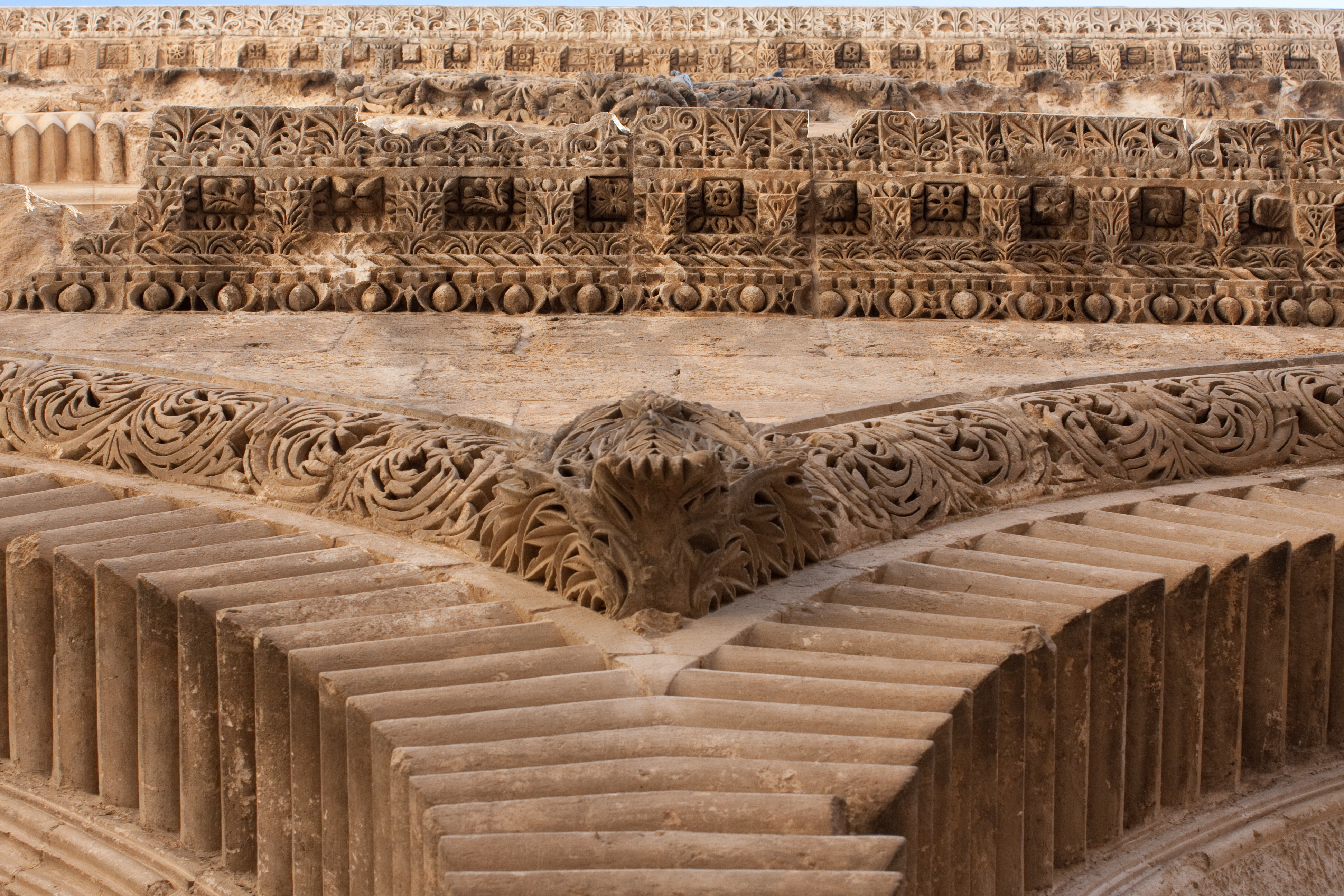
Rankenfries

## Inneres der Kirche

### Salbungsstein
Direkt hinter dem Portal der Grabeskirche befindet sich der Salbungsstein. Hier wird nach griechisch-orthodoxer Tradition der Salbung des Leichnams Jesu gedacht. Je nach Zählung gilt dieser Ort als 13. Kreuzwegstation. (Eine alternative Zählung erachtet als 13. Station eine von den Franziskanern an der Via Dolorosa aufgestellte Statue der schmerzerfüllten Muttergottes, die von den Katholiken in Jerusalem mit Bezug auf das entsprechende mittelalterliche Gedicht „Stabat mater“ genannt wird, und den zugehörigen Altar.) Die heutige Situation wurde durch die Renovierung von 1809 geschaffen.

### Golgotafelsen
Rechts des Eingangs liegt der Kalvarienberg oder Golgotafelsen. Hier wird seit dem 4. Jahrhundert die Stelle lokalisiert, an der Jesus zwischen zwei Räubern gekreuzigt wurde und starb. Da eine Kreuzigung von drei Todeskandidaten auf dem gegenwärtigen Felssporn nicht hätte stattfinden können, nimmt man entweder an, der Sporn sei mit dem übrigen Steinbruchgelände verbunden und die Fläche auf der Kuppe daher größer gewesen, oder die Lokalisierung des 4. Jahrhunderts besage nur allgemein, dass die Kreuzigung in diesem Steinbruchgelände stattgefunden habe. Die steilen Treppen, über die man heute zu den Golgotakapellen gelangt, datieren von der Renovierung 1809. Auf der oberen Ebene gibt es zwei Kapellen: die südliche römisch-katholische Kapelle mit dem Kreuzannagelungsaltar (10. und 11. Kreuzwegstation) und der griechisch-orthodoxe Kreuzigungsaltar (12. Kreuzwegstation). Die franziskanische Kapelle besitzt ein Kreuzgratgewölbe mit Resten der kreuzfahrerzeitlichen Mosaiken. In der orthodoxen Kapelle ist die Spitze des Felssporns freigelegt. Der gleiche Riss des Felsens ist auch in der Adamskapelle im unteren Stockwerk sichtbar. Er wurde bereits um 350 von Kyrill von Jerusalem erwähnt und mit Verweis auf Mt 27,51  interpretiert. Eine Marmorplatte aus der Zeit der Renovierung durch Kaiser Konstantinos IX. Monomachos wird als Ort des Kreuzes Jesu verehrt.

### Adamskapelle
Unterhalb des Kalvarienbergs steht die griechisch-orthodoxe Adamskapelle. Hier soll der Schädel Adams gelegen haben. Diese Tradition ist erstmals durch Epiphanios im 8. Jahrhundert bezeugt. Eine seit dem 11. Jahrhundert bezeugte Legende besagt, dass das Blut Jesu durch Felsritzen auf den Schädel geflossen sei und so Adam von der Erbsünde befreit habe. Ein Fels mit teilweise rötlicher Färbung, der neben der Adamskapelle zu sehen ist, soll diese Geschichte belegen.

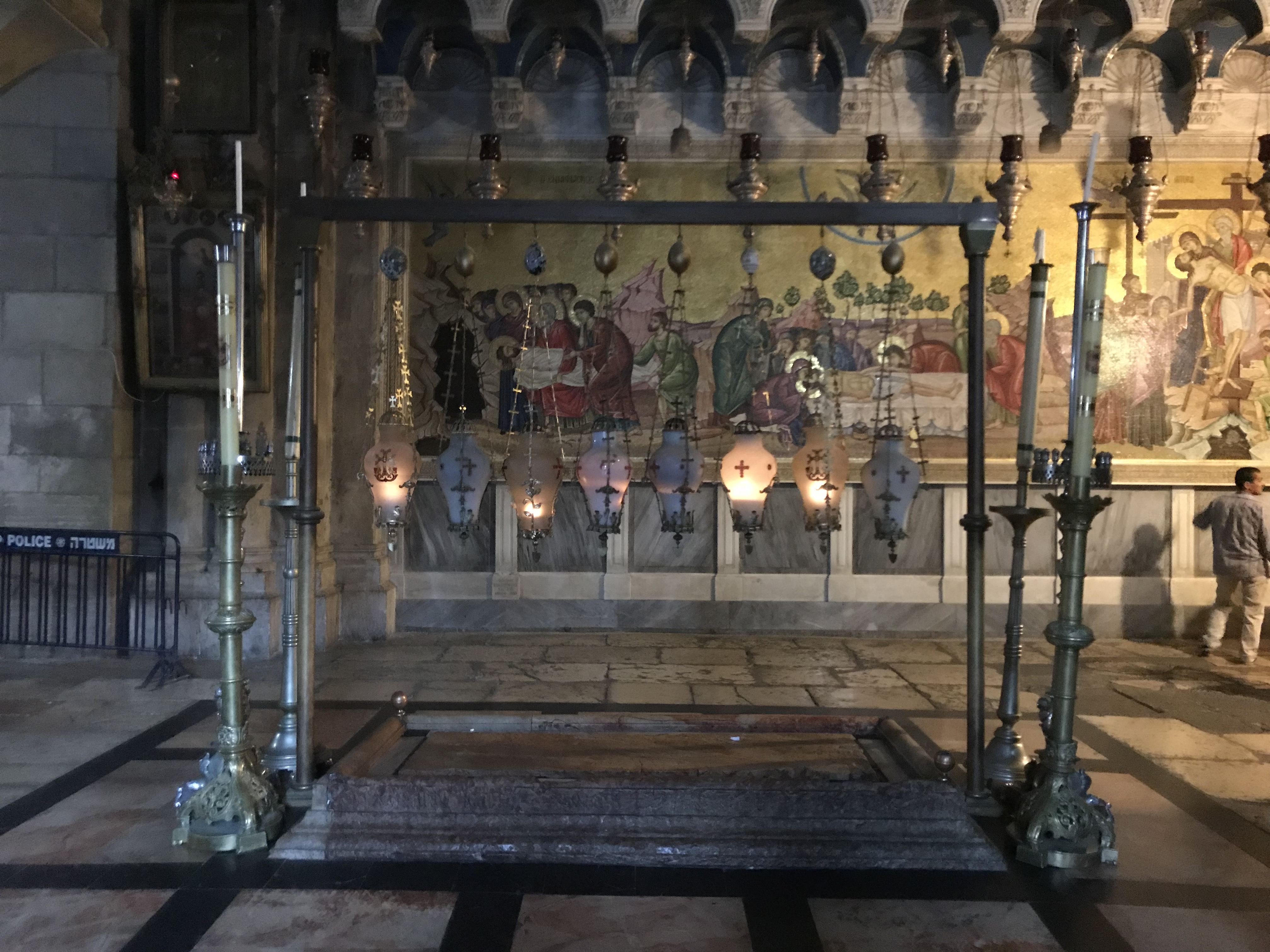
Salbungsstein
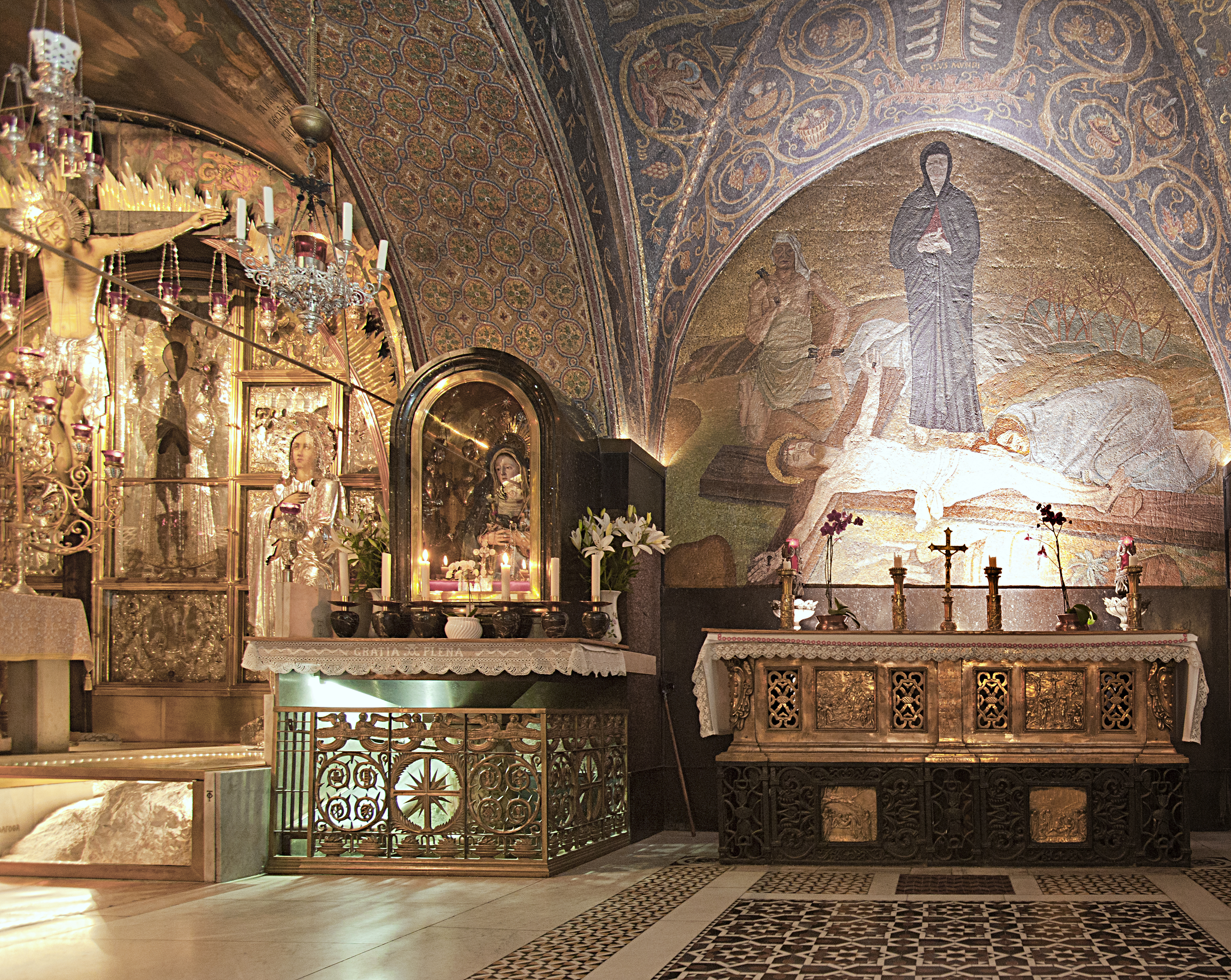
Kreuzannagelungskapelle
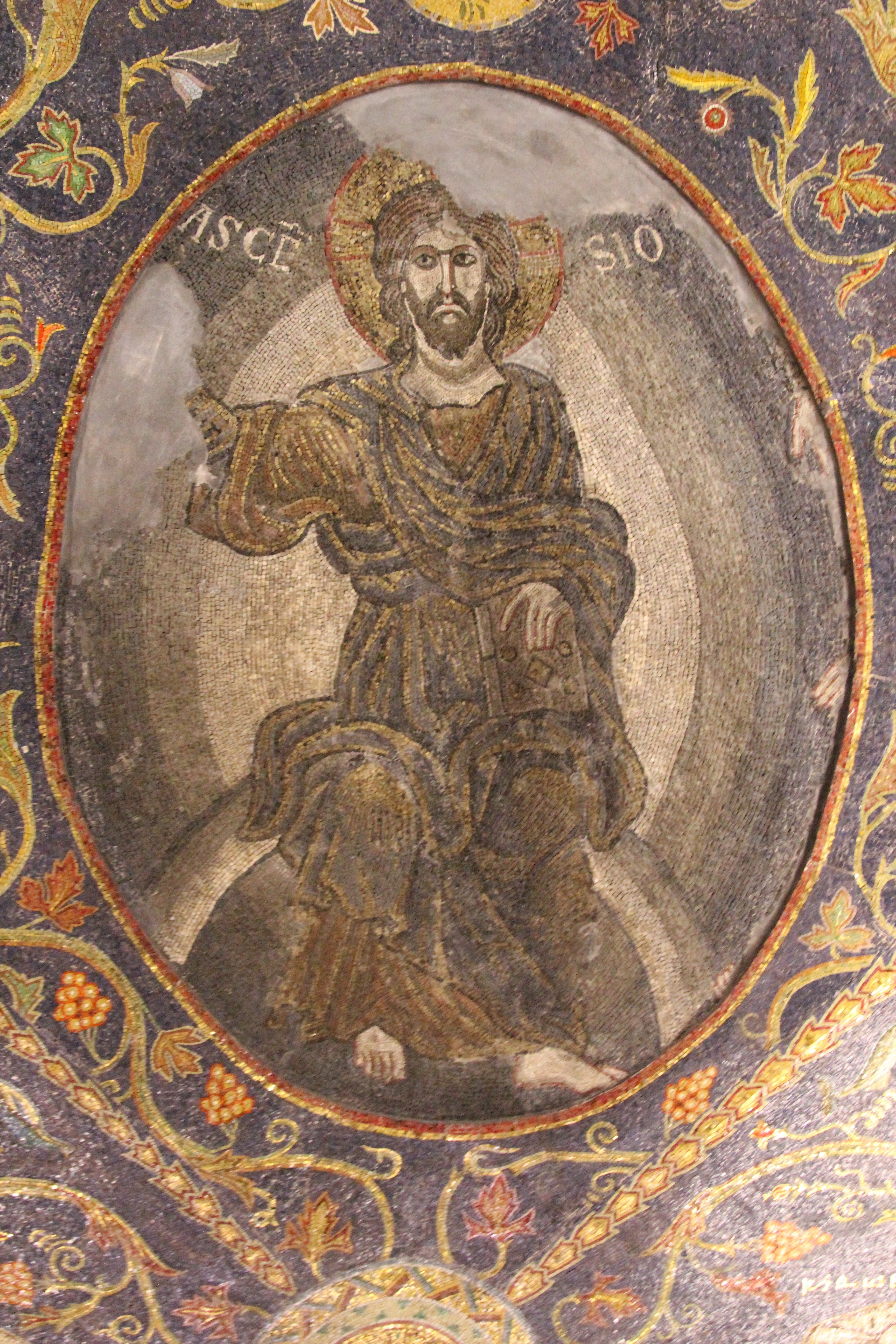
Deckenmosaik
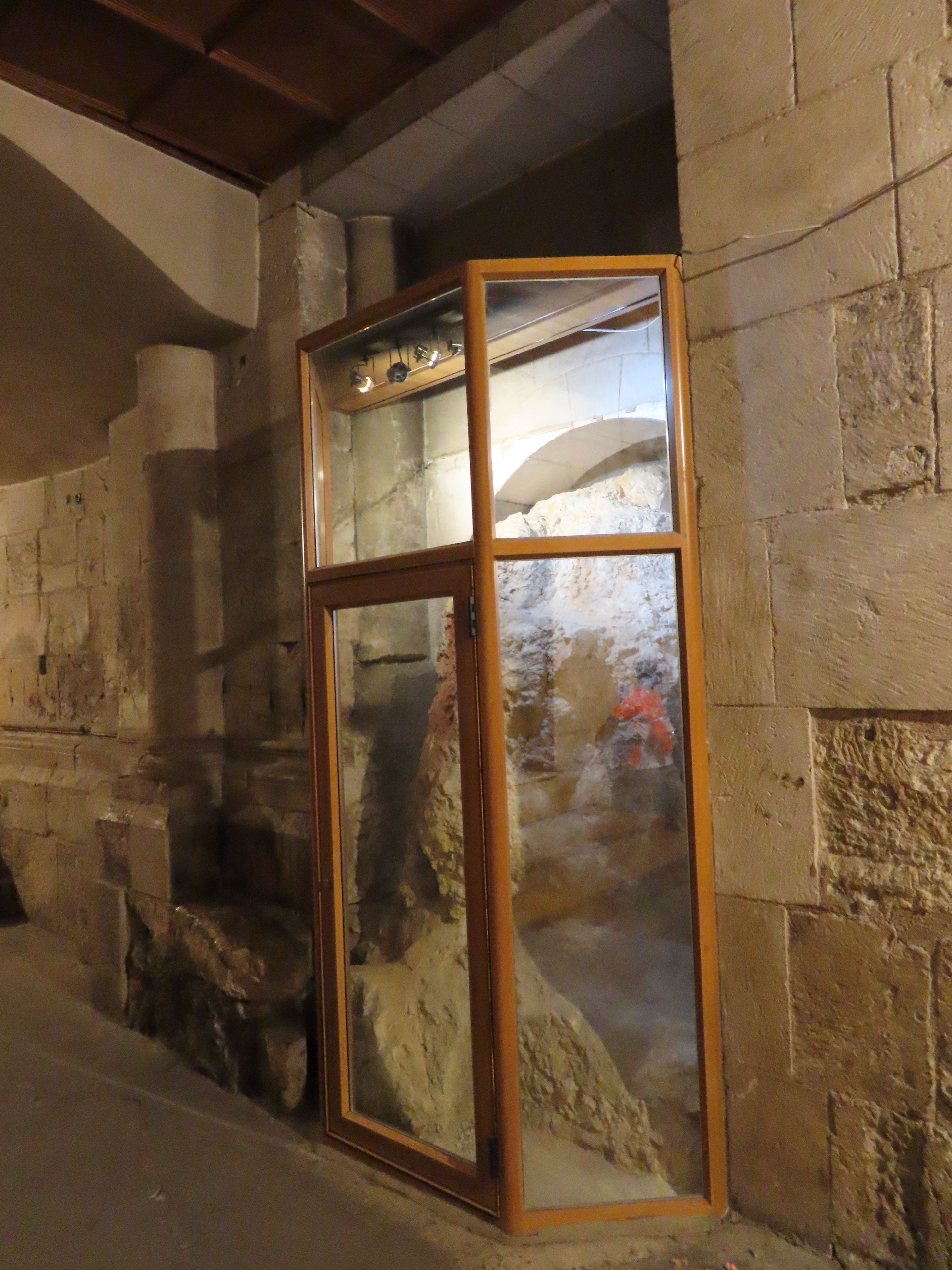
Golgotafelsen
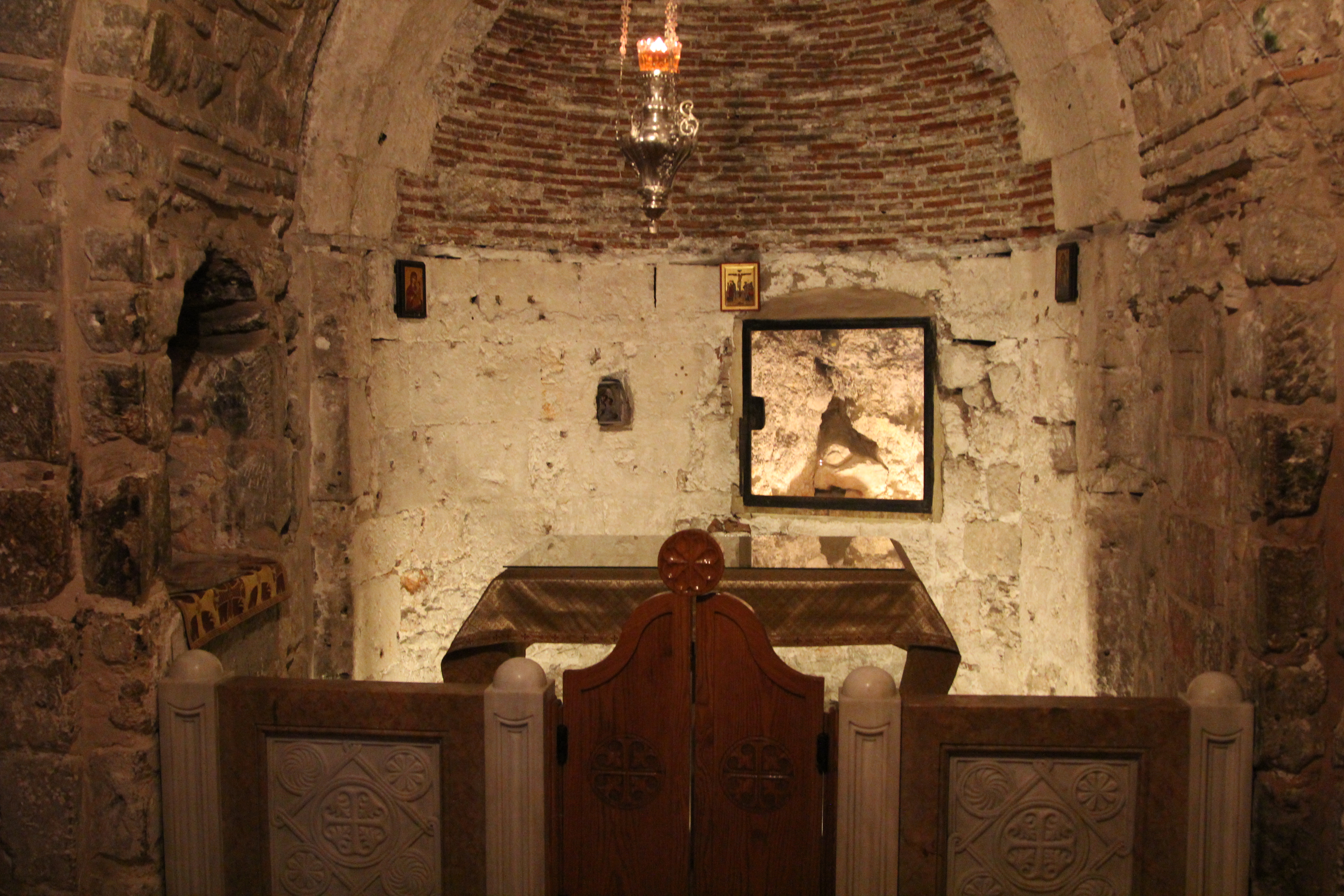
Adamskapelle mit Riss
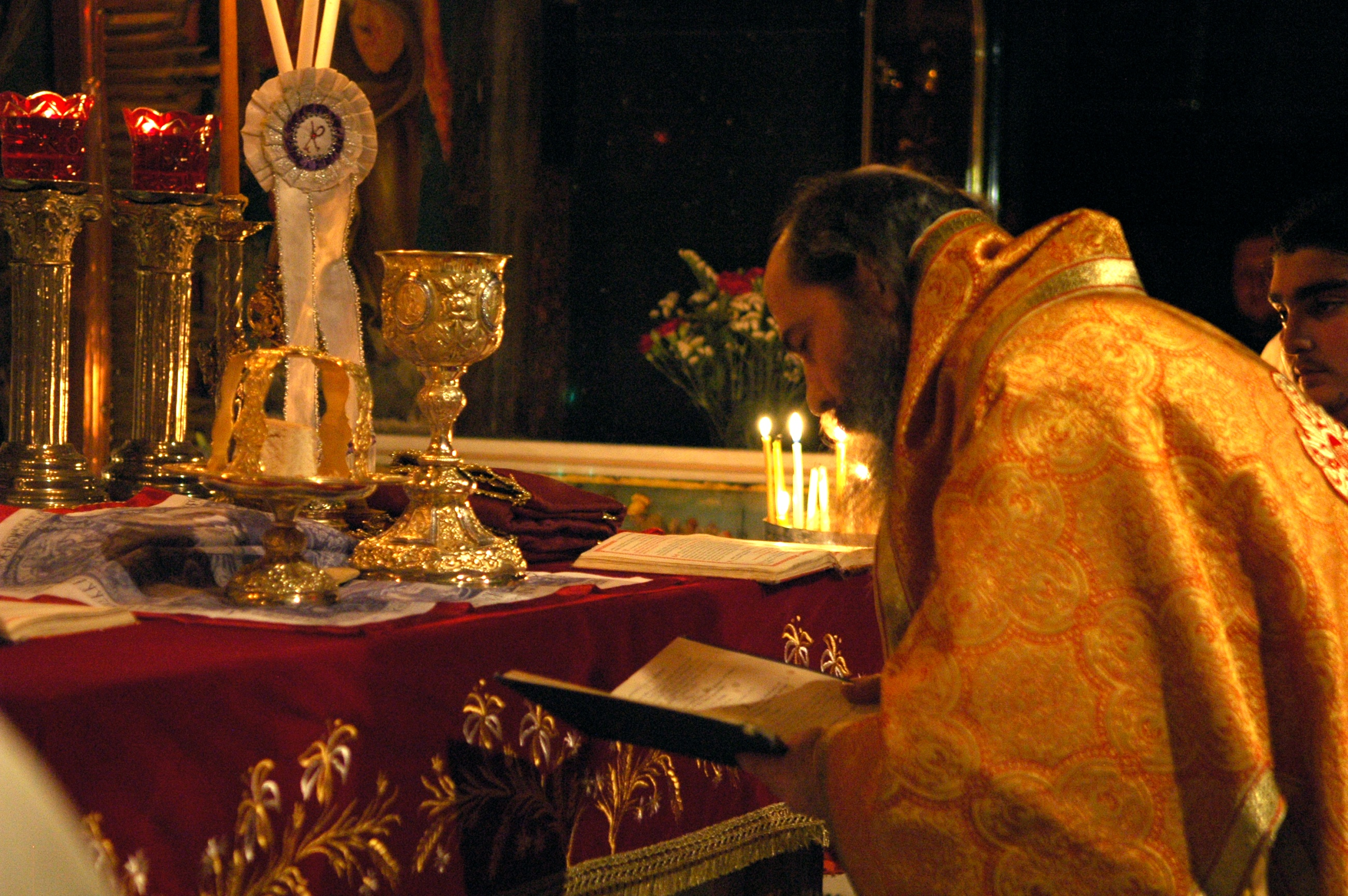
Gottesdienst in der orthodoxen Golgotakapelle

### Katholikon
Im Zentrum der Kirche, von der Rotunde her zugänglich, liegt das Mittelschiff der Kreuzfahrerkirche, das durch nachträglich eingezogene Seitenwände heute als Gottesdienstraum der griechisch-orthodoxen Kirche abgeteilt ist. Es wird als Katholikon bezeichnet. Im Zentrum der Vierung bezeichnet ein schalenähnlicher Stein den Nabel der Welt (Omphalos). Dass der Golgatafelsen die Mitte der Welt sei, liest man erstmals bei Kyrill von Jerusalem (4. Jahrhundert). Über der Vierung erhebt sich eine Kuppel, die nach dem Erdbeben von 1927 gänzlich erneuert wurde. Die Mosaiken, die Christus als Pantokrator sowie Maria und ostkirchliche Heilige darstellen, wurden 1994 angefertigt.

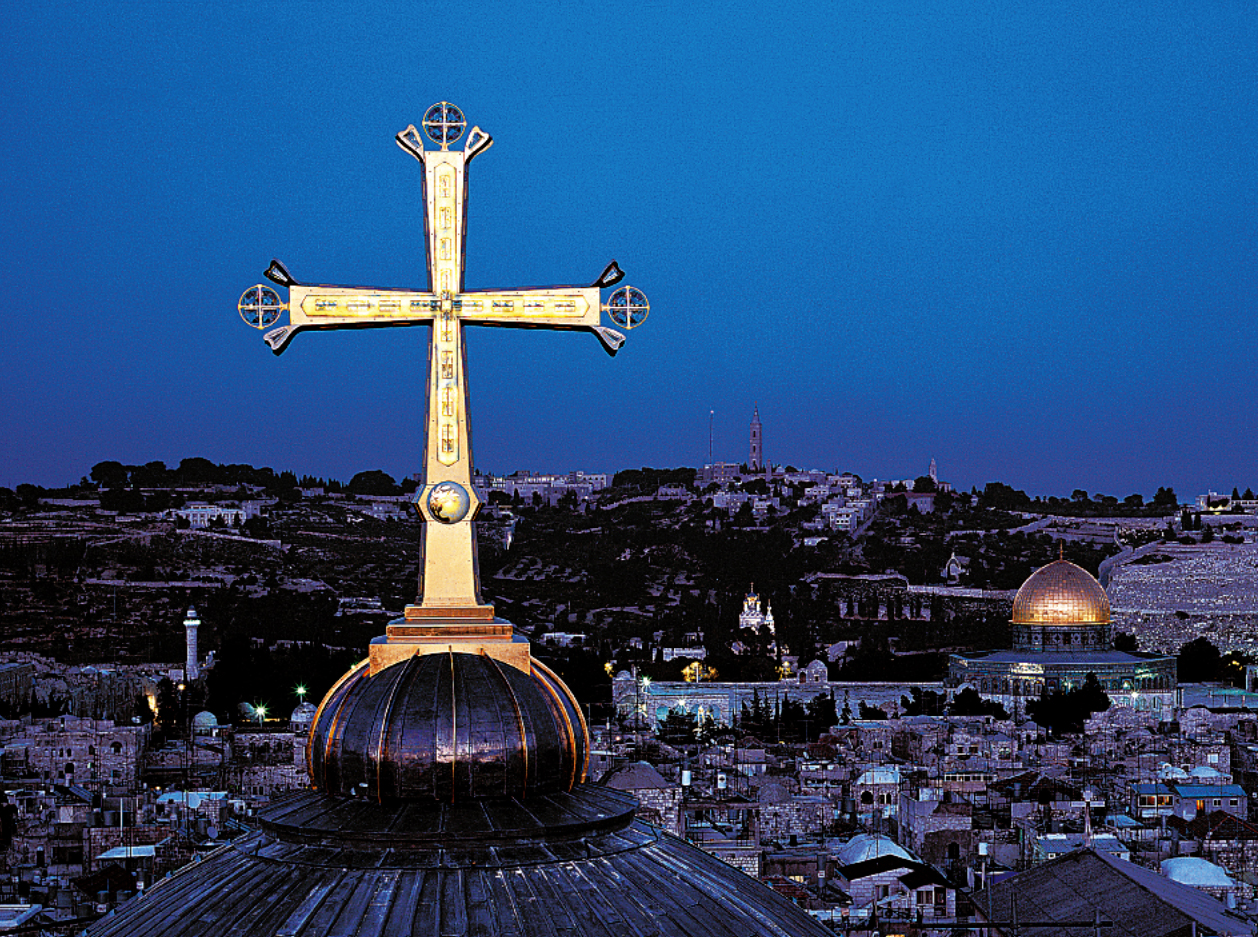
Das von Paul Nagel geschaffene Lichtkreuz.

Seit 1996 bekrönt eine von Paul Nagel als Lichtkreuz geschaffene und vom griechisch-orthodoxen Patriarchen von Jerusalem Diodoros I. geweihte monumentale Kreuzskulptur die Kuppel des Katholikon.
Es war die Initiative des Professors für Kunstgeschichte Gustav Kühnel, ein neues Kreuz zu errichten, das nicht nur der Einzigartigkeit des Ortes würdig sein sollte, sondern auch das Symbol für alle Bemühungen um die Einheit der christlichen Glaubensgemeinschaften.

### Helenakapelle
Die von den Lateinern als Helenakapelle, von den Armeniern als Grigor-Kapelle bezeichnete Krypta ist seit dem späten 15. Jahrhundert als armenischer Besitz in der Grabeskirche bezeugt. Johannes von Würzburg bezeichnete diese Kapelle 1165 als Ort, an dem Helena das Kreuz Christi gefunden habe. Es handelt sich um eine Unterkirche der Kreuzfahrerzeit, die Fundamentmauern der bereits zerstörten konstantinischen Basilika als Seitenwände nutzte. Darüber befand sich das Geviert des Chorherrenstifts; der Tambour, durch den Licht in die Kapelle einfällt, lag in der Kreuzfahrerzeit im Innenhof dieses Klosters. Die Kapelle wurde 1950 restauriert. Das moderne Bodenmosaik zeigt die Hauptkirchen Armeniens, den Ararat und die Arche Noah.

### Sankt-Vartan-Kapelle
Seitlich des Altars der Grigor-Kapelle führt eine Treppe hinab zur zweistöckigen Sankt-Vartan-Kapelle, die allerdings meist für Besucher unzugänglich ist. Ursprünglich bildete sie zusammen mit der Kreuzauffindungskapelle der Lateiner eine einzige Grube bzw. die tiefste Stelle des antiken Steinbruchs. Bei Restaurierungsarbeiten unter Leitung von Bischof Guregh Kapikian wurden die Hohlräume hinter der Grigor-Kapelle untersucht. Bemerkenswert ist dieses Areal zum einen, weil dort die mutmaßlich letzten Reste einer hadrianischen Stützmauer zu finden sind und zum anderen, weil darauf ein Graffito angebracht ist, das ein spätrömisches Handelsschiff zeigt und die Unterschrift (übersetzt) „Herr, wir haben uns auf den Weg gemacht“. Für dieses Graffito gibt es pagane und christliche Interpretationsvorschläge; die judenchristlich-mystische Interpretation des Restaurators Emanuele Testa hat keine allgemeine Zustimmung gefunden.

### Kreuzauffindungskapelle
Bei der Kreuzauffindungskapelle der Lateiner handelt es sich um eine römische Zisterne, die bei der Renovierung unter Kaiser Konstantinos IX. Monomachos im 11. Jahrhundert zur Kapelle umgestaltet wurde. Im 12. Jahrhundert wurde lateinischen Pilgern dort eine Steinplatte als Ort des Heiligen Kreuzes gezeigt; eine entsprechende Bodenplatte gibt es dort bis heute. Die Wände zeigen Reste der kreuzfahrerzeitlichen Bemalung.

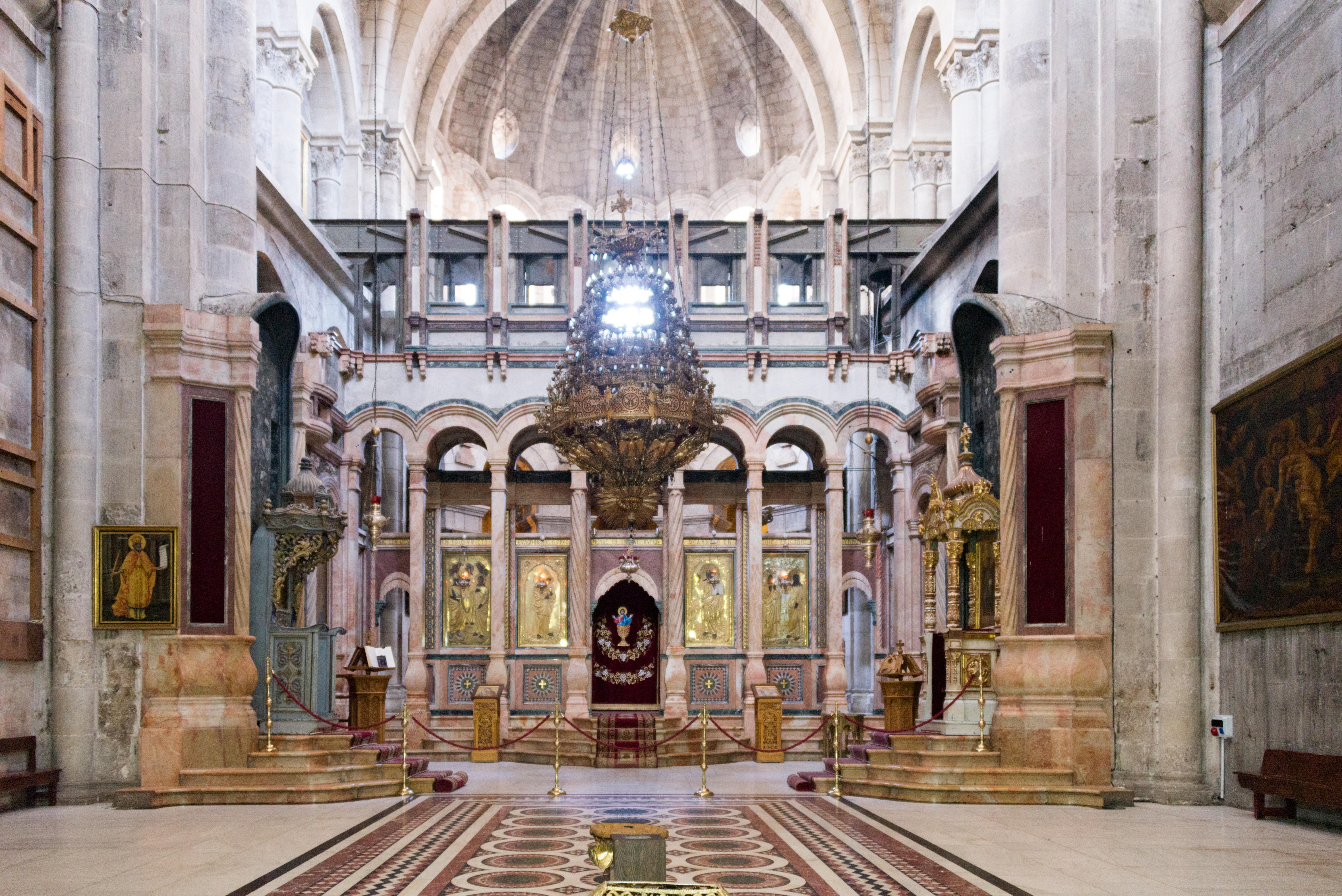
Katholikon
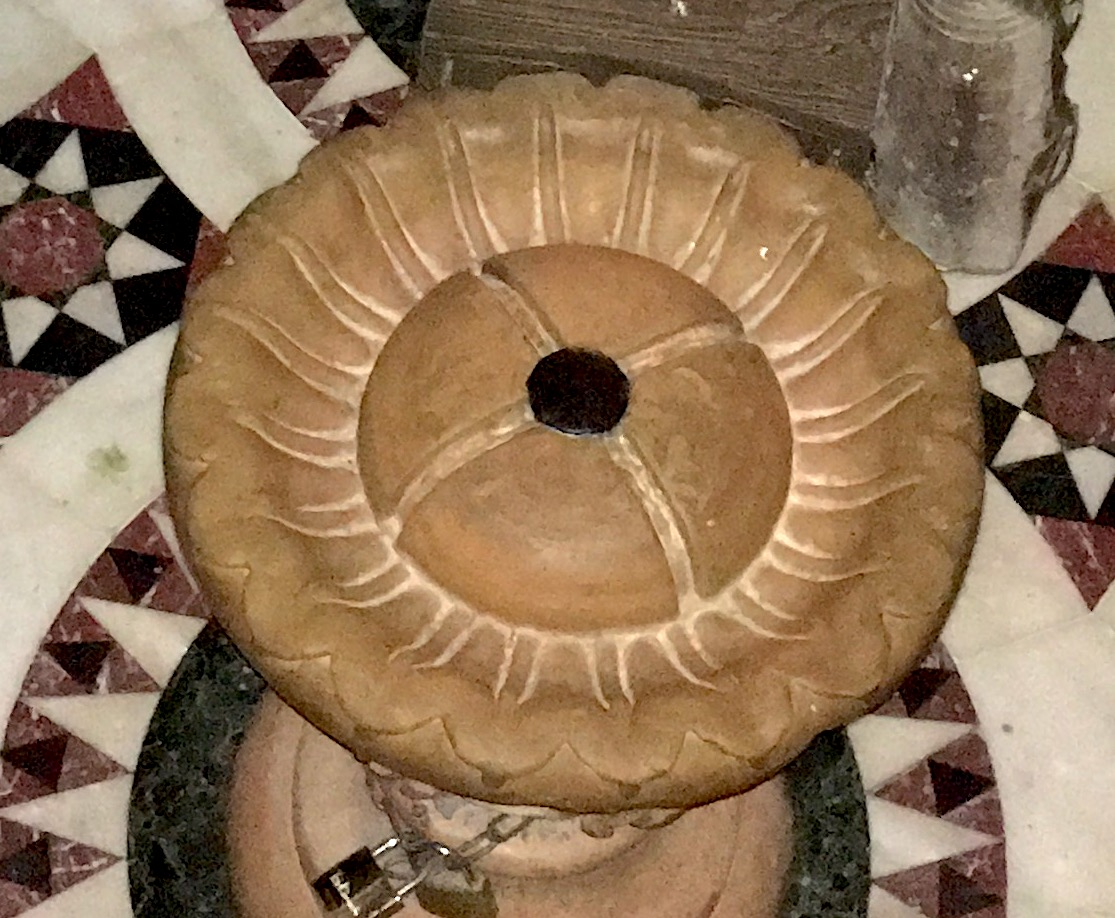
Omphalos
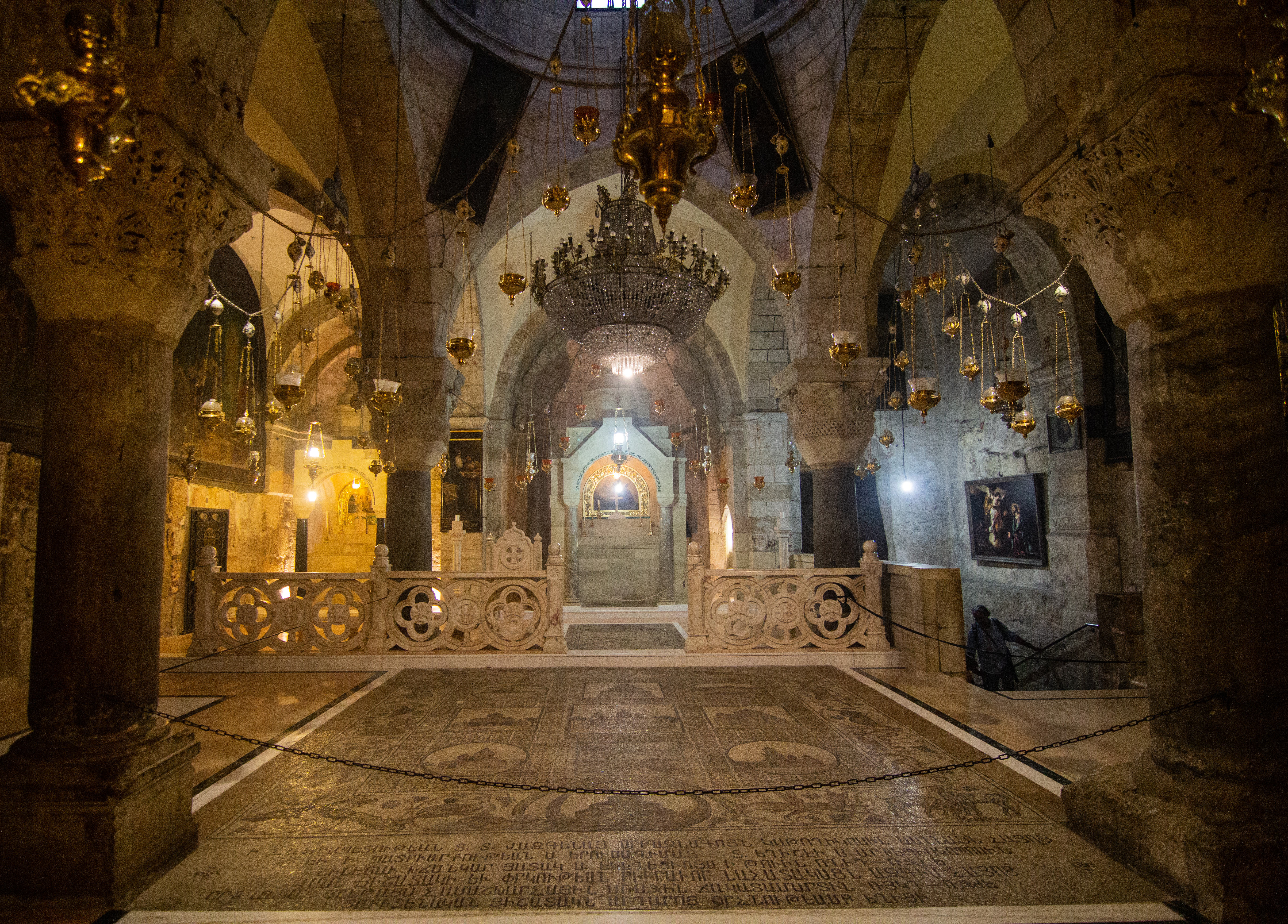
Helenakapelle
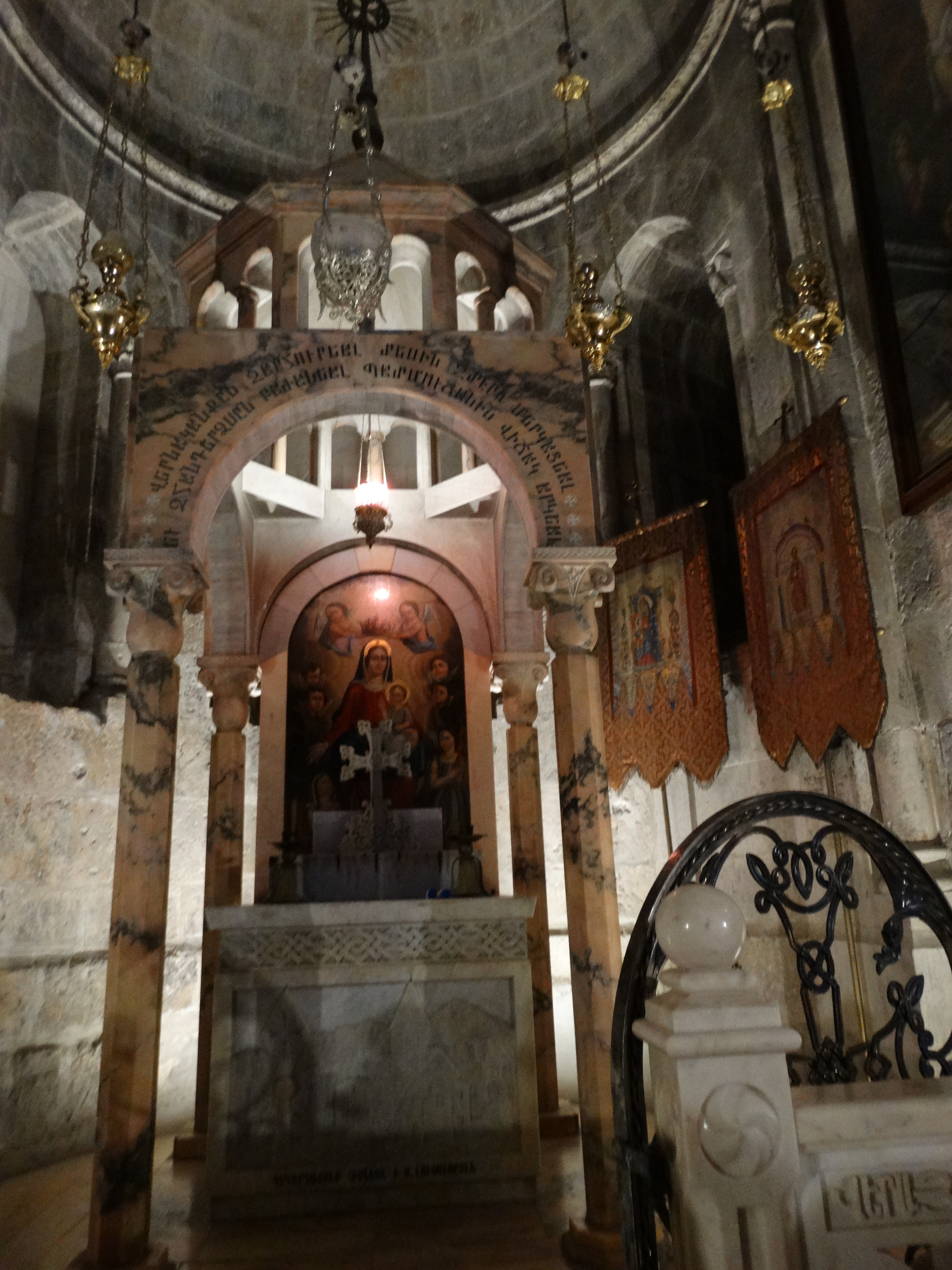
Die Kapelle des Gewandabschieds
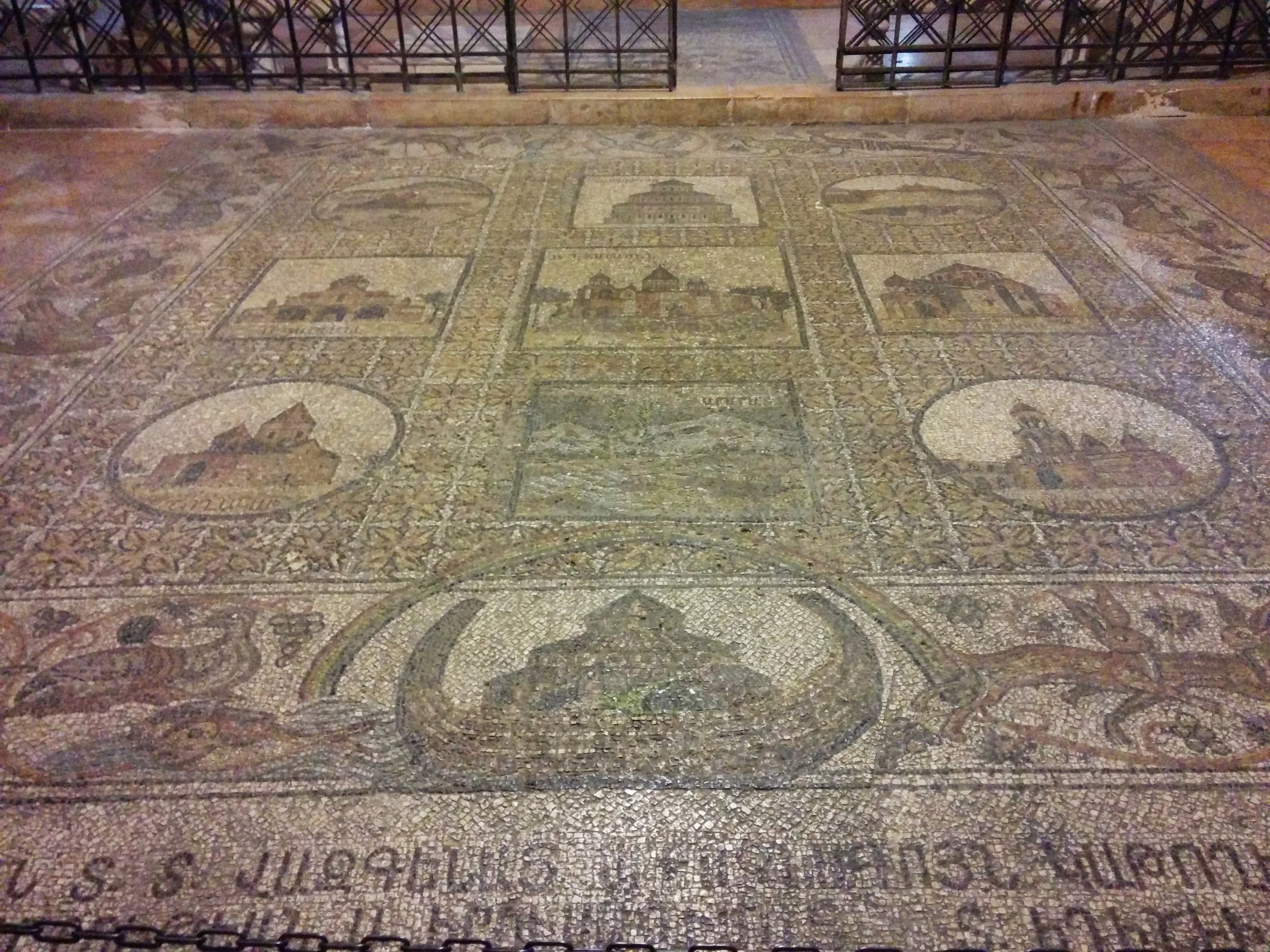
Bodenmosaik
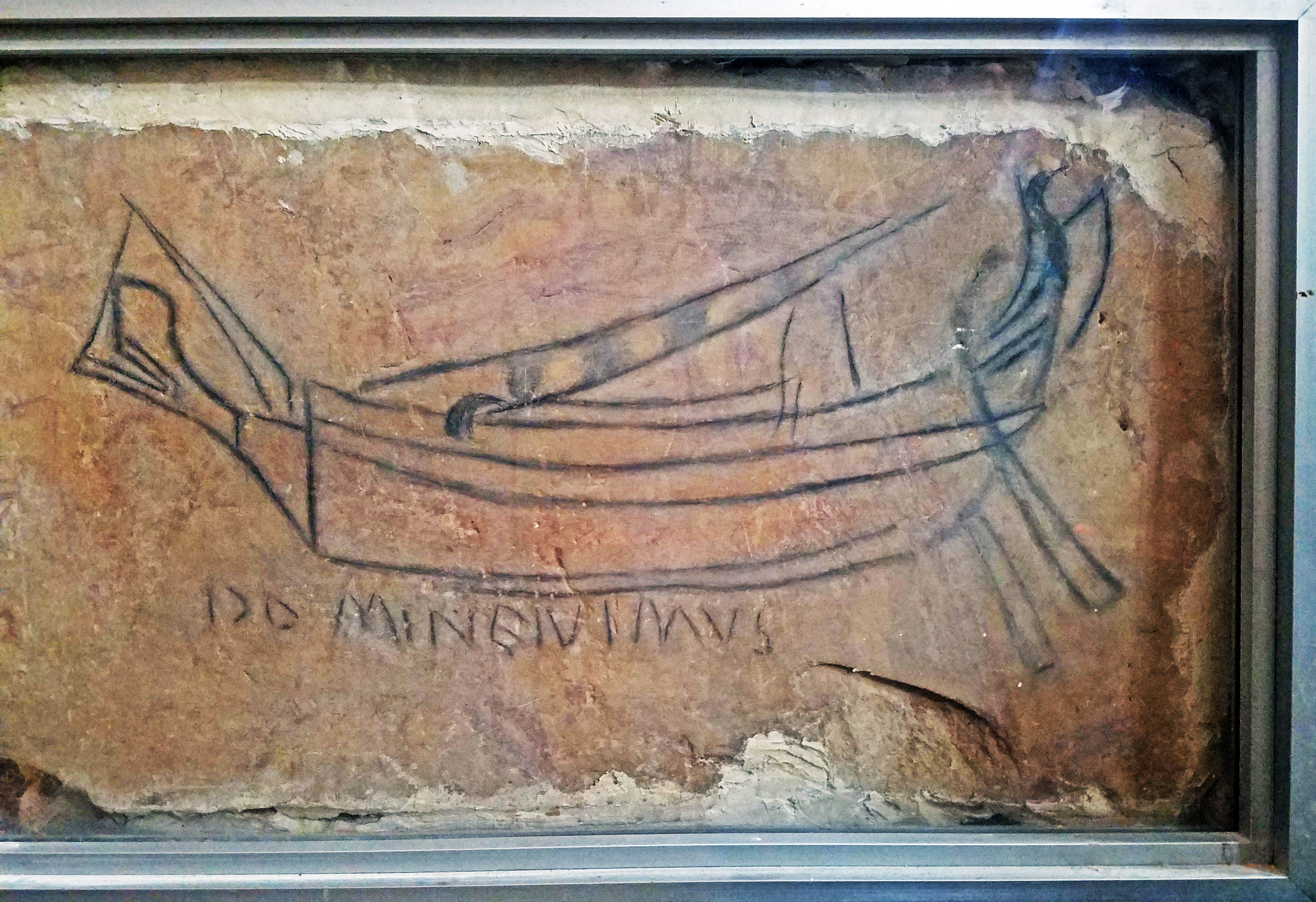
Schiffs-Graffito
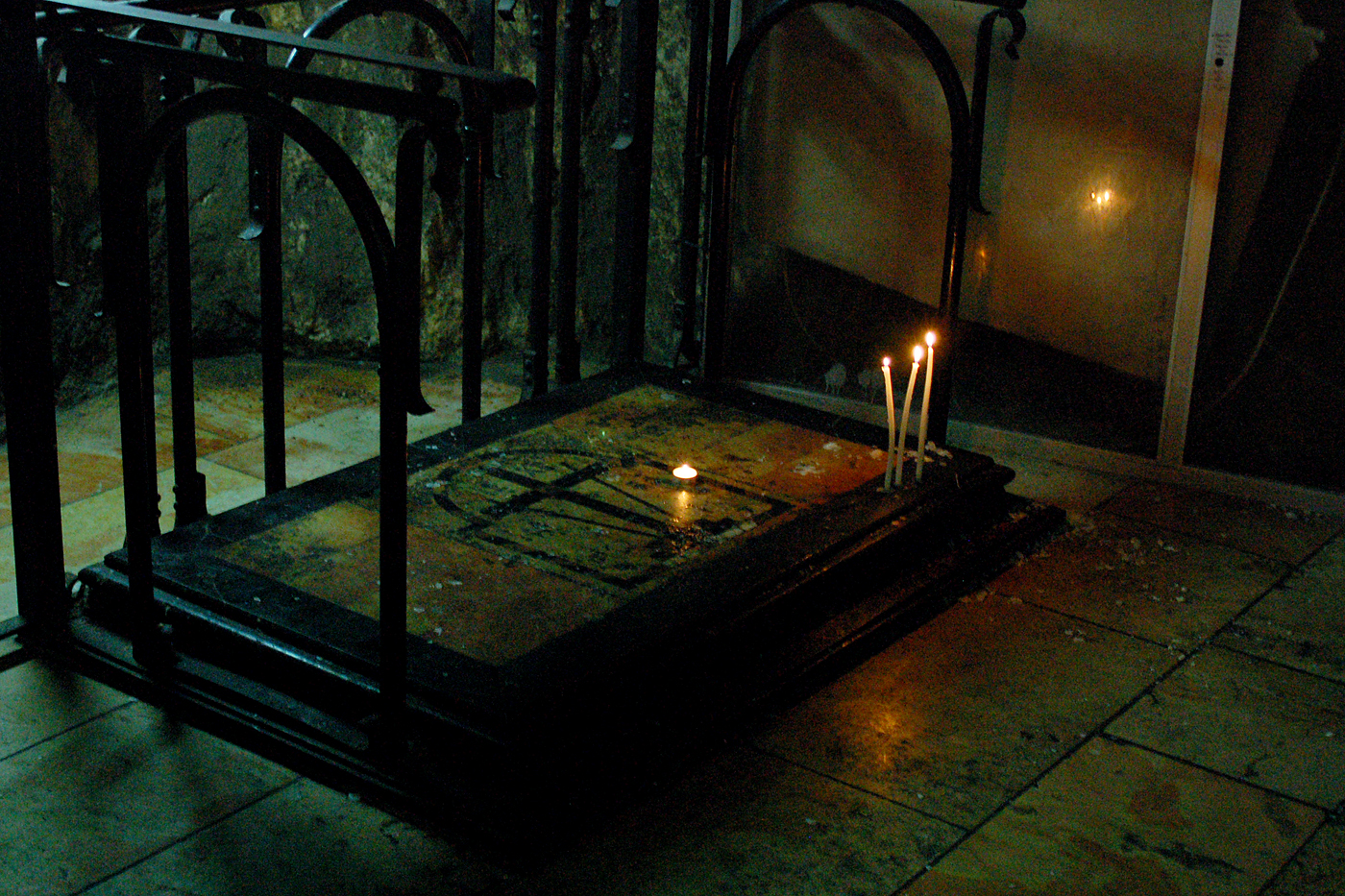
Bodenplatte: Ort der Kreuzauffindung

### Heiliges Grab
Das Zentrum der konstantinischen Anastasis-Kirche ist die Heilig-Grab-Ädikula. Sie wird seit dem 4. Jahrhundert als Ort der Auferstehung Christi verehrt. Hier findet in der orthodoxen Osternacht das Ritual des Heiligen Feuers statt. Für Lateiner ist diese Kapelle die 14. Station des Kreuzweges.
Die heutige Grabeskapelle ist weitgehend ein Neubau von 1809 (nach Brandschaden) im Stile des osmanischen Barock. Sie steht im Zentrum der Rotunde, welche von der großen Kuppel der Kirche überwölbt ist. Im Laufe der Zeit offenbarten Risse an den Wänden der Kapelle konstruktive und bauliche Mängel: Die Marmorplatten an den Seiten waren zu schwer, der verwendete Mörtel ungenügend. Nach der weiteren Beschädigung durch das Erdbeben von Jericho im Jahre 1927 war die Grabeskapelle einsturzgefährdet. 1947, im letzten Jahr ihres Mandates für Palästina, versahen die Briten die Ädikula zur vorläufigen Sicherung mit einem Stahlkorsett.

#### Instandsetzung 2016/2017
In streng vertraulichen Verhandlungen in Athen verständigten sich der griechisch-orthodoxe Patriarch von Jerusalem, Theophilos III., der armenische Patriarch Nourhan Manougian sowie namens der römisch-katholischen Kirche der Kustos des Heiligen Landes, Pierbattista Pizzaballa OFM, im März 2016 darauf, die überfällige Instandsetzung der Grabeskapelle durchführen zu lassen.
Im Mai 2016 begannen die Arbeiten. Ein Team von Restauratoren der Nationalen Technischen Universität Athen unter Leitung von Antonia Moropoulou trug den Bau ab, besserte die Steine aus oder ersetzte sie und baute die Ädikula originalgetreu und erdbebensicher wieder auf. Die Kosten der Renovierung waren auf drei Millionen Euro veranschlagt. Infrarotkameras, Endoskope, Laserscanning und eventuell eine Flugdrohne kamen zum Einsatz. Am 26. Oktober 2016 wurde die Marmorplatte über der Grabbank für 60 Stunden zwecks wissenschaftlicher Untersuchung entfernt, um die ursprüngliche Felsoberfläche begutachten zu können, auf die Jesu Leichnam der Überlieferung nach abgelegt wurde. Der Zugang der Gläubigen zum Heiligen Grab blieb während der Arbeiten gewährleistet.
Im Zuge der Restaurierung wurde eine Fensteröffnung in die Marmorverkleidung der Grabkammer-Innenwand auf der gegenüberliegenden Seite der Grabbank geschnitten und verglast. Das Fenster gewährt den Blick auf die Reste der aufgehenden Felswand, die bestätigen, dass es sich bei der Grabkammer um ein in der Region selten vorkommendes Einzelgrab handelt, was wiederum der Bemerkung im Johannesevangelium entspricht, dass Jesus in einem neuen Grab beigesetzt wurde, in das noch niemand gelegt worden war.

#### Ökumenische Feier
Die Restaurierung wurde mit einer ökumenischen Feier abgeschlossen, dort segneten die beiden Patriarchen der Griechisch-Orthodoxen und der Armenischen Apostolischen Kirche sowie der neue Franziskanerkustos Francesco Patton die Grabkapelle am 22. März 2017 in Gegenwart des Ökumenischen Patriarchen von Konstantinopel Bartholomäus I. und des griechischen Ministerpräsidenten Alexis Tsipras feierlich ein. Die Würdenträger betonten einhellig, dass die historische Feier, bei der erstmals alle Konfessionen der Grabeskirche gemeinsam beteten, und die vorausgegangene mehrmonatige Kooperation den Beginn einer neuen ökumenischen Ära in der Heiligen Stadt markierten. Der armenische Patriarch Nourhan Manougian schlug in seiner Ansprache seinen Mitbrüdern (die die Grabeskirche verwalten) vor, den anderen Konfessionen einmal pro Jahr nach Ostern die Möglichkeit zu geben, einen Gottesdienst in der Grabeskirche zu feiern.

### Orgeln der Grabeskirche
Die Grabeskirche hat drei Orgeln, die für die Liturgie der Franziskaner (Lateiner) verwendet werden. Die anderen vertretenen Konfessionen nutzen sie nicht. Alle drei Orgeln sind von Rieger Orgelbau aus Schwarzach in Vorarlberg.

#### Hauptorgel
Am westlichen Teil der Rotunde steht auf einer Empore die 1981/82 errichtete Hauptorgel mit 39 Registern auf zwei Manualen und Pedal. Sie wurde von Kardinal König am 29. April 1982 geweiht. Die Orgel ist etwas zurückgesetzt und daher schwer zu erkennen.
| I Hauptwerk C–g3 |        |
| Bordone          | 16'    |
| Principale       | 08'    |
| Flauto maggiore  | 08'    |
| Salicionale      | 08'    |
| Ottava           | 04'    |
| Flauto a camino  | 04'    |
| Duodecima        | 02 ⁄3' |
| Decimaquinta     | 02'    |
| Mixtura IV       | 01 ⁄3' |
| Cimbalo III      | 01⁄2'  |
| Cornetto V       | 08'    |
| Tromba           | 08'    |
| Trombino         | 04'    |

| II. Manualwerk C–g3   |         |
| Principale violino    | 08'     |
| Flauto a camino       | 08'     |
| Gamba                 | 08'     |
| Voce celeste          | 08'     |
| Concerto di VioleII-V | 08'     |
| Ottava                | 04'     |
| Corno di notte        | 04'     |
| Violino               | 04'     |
| Quinta                | 02 ⁄3'  |
| Piffaro               | 02'     |
| Terza                 | 01 3⁄5' |
| Decimanona            | 01 ⁄3'  |
| Acuta V               | 02'     |
| Corno inglese         | 16'     |
| Oboe                  | 08'     |
| Regale                | 08'     |
| Tremolo               |         |

| Pedalwerk C–f1       |        |
| Contrabbasso         | 16'    |
| Subbasso             | 16'    |
| Ottava               | 08'    |
| Flauto               | 08'    |
| Corno di notte       | 04'    |
| Flautino             | 02'    |
| Mixtura di Pedale IV | 02 ⁄3' |
| Bombarda             | 16'    |
| Tromba               | 08'    |
| Clarino              | 04'    |

- Koppeln: II/I, I/P, II/P.

#### Magdalenen-Orgel
Die sogenannte Magdalenen-Orgel befindet sich westlich des Altars der Maria Magdalena und neben der Kapelle der Franziskaner. Die 2014 gebaute Chororgel ersetzte eine ältere Orgel an derselben Stelle. Das Orgelwerk ist in ein Hauptwerk und ein Oberwerk geteilt. Das Instrument hat 15 Register auf zwei Manualen und Pedal.
| I Hauptwerk C–g3 |       |
| Bordone          | 16′   |
| Principale       | 8′    |
| Flauto           | 8′    |
| Bordone          | 8′    |
| Ottava           | 4′    |
| Decimaquinta     | 2′    |
| Ripieno III      | 1 ⁄3' |

| II Brustwerk C–g3 |    |
| Principalino      | 8′ |
| Viola da Gamba    | 8′ |
| Quintade          | 8′ |
| Bordone camino    | 8′ |
| Flauto            | 4′ |
| Flautino          | 2′ |
| Tremolo           |    |

| Pedal C–f1 |     |
| Subbasso   | 16′ |
| Bordone    | 8′  |

- Koppeln: II/I, I/P, II/P.

#### Golgota-Orgel
Die am 21. Oktober 2016 von Kustos P. Francesco Patton eingeweihte Orgel ersetzt eine kleinere, von Fra Delfino Fernandez etwa Mitte der 1970er Jahre gebaute Kleinorgel (Truhenorgel). Das Instrument hat 5 Register (270 Pfeifen) auf 2 Manualen (Manual I: Principale 8′, Ottava 4′, Decimaquinta 2′; Manual II: Bordone 8′, Flauto 4′); die Manuale sind koppelbar. Die Manualtasten sind aus Strünken von abgestorbenen Olivenbäumen aus dem Garten Getsemani gefertigt. In die Mitte des Notenpults ist ein aus Perlmutt ausgearbeitetes Wappen der Kustodie eingefügt. Dieses Wappen wurde in Betlehem geschaffen, wo die Franziskaner im 17. Jahrhundert die Technik der Perlmuttverarbeitung einführten.

## Andere Lokalisierungen des Grabes Jesu
Nach einer Tradition, die seit dem 4. Jahrhundert sicher bezeugt ist, befindet sich das Grab Jesu im Zentrum der von Kaiser Konstantin erbauten Anastasis. Zwei weitere antike jüdische Felsengräber werden als Grab Jesu in Betracht gezogen, besitzen aber keine bis in die Antike zurückreichende Jesusgrab-Tradition:
- Das Gartengrab ist ein eisenzeitliches Felsengrab nördlich des Damaskustores, das in byzantinischer Zeit durch Einfügung von Troggräbern umgestaltet wurde. Einen Zusammenhang dieses Grabes mit Jesus von Nazareth stellte erst Charles George Gordon in den 1880er Jahren her; eine nahegelegene, schädelförmige Felsformation wurde bereits seit den 1840er Jahren als Golgota interpretiert.[56]
- Das 1980 in West-Jerusalem entdeckte Talpiot-Grab ist eine jüdische Familiengruft aus frührömischer Zeit mit mehreren Primärbestattungen und Ossuaren. Ein Ossuar war mit dem Namen Jeschua bar Jehosef beschriftet. Die Identifikation der Anlage als Grablege der Jesus-Familie beruht hauptsächlich auf der griechischen Inschrift Mariamenou Mara, die mit Maria Magdalena identifiziert wird. Sowohl die Gleichsetzung Mariamne = Magdalena als auch die Lesung der Inschrift sind unsicher.[57]

Außerhalb des jüdisch-christlichen Kontextes werden Jesusgräber in Indien und Japan gezeigt:
- In Srinagar (Kaschmir) wird der Schrein Roza Bal als Grab eines Weisen namens Yuz Asaf verehrt. Yuz Asaf wurde von Mirza Ghulam Ahmad, dem Gründer der Ahmadiyya-Bewegung, aufgrund „göttlicher Inspiration“ mit Jesus von Nazareth identifiziert.[58]
- Die von Ghulam Ahmed vertretene Hypothese, dass Jesus nach Indien gereist sei, existiert auch in einer ostasiatischen Variante. Demnach wurde Jesus von einem Weisen am Berg Fuji unterrichtet, kehrte nach Judäa zurück und trat dort öffentlich auf, entkam aber seiner Hinrichtung (die stattdessen seinen Bruder Isukiri traf), floh nach Japan, gründete eine Familie und starb hochbetagt als Reisbauer. Das „Jesusgrab“ im Dorf Shingō ist eine Pilgerstätte für Shintoisten und Buddhisten, die auch das Interesse von Touristen findet.[59]

## Film
- Im Haus meines Vaters sind viele Wohnungen, Dokumentarfilm von Hajo Schomerus, 2010